# Elezioni parlamentari negli Stati Uniti d'America del 2018
Le elezioni parlamentari negli Stati Uniti d'America del 2018 si sono tenute il 6 novembre e insieme alle elezioni governatoriali hanno costituito le cosiddette elezioni di metà mandato (Midterm Elections) a metà del mandato del Presidente Donald Trump. Sono stati sottoposti ad elezione tutta la Camera dei rappresentanti e i 33 seggi del Senato appartenenti alla classe 1. Si sono svolte anche le elezioni speciali per due seggi del Senato di classe 2 a seguito delle dimissioni dei due senatori che li occupavano.

## Senato
Prima delle elezioni, i Repubblicani, in Senato, avevano una maggioranza di 51 senatori a 49 per i Democratici.
I Democratici avevano quindi bisogno per riottenere la maggioranza di conquistare 2 seggi.
Dei 33 seggi di classe 1 che si rinnovavano nelle elezioni del 2018, 25 erano detenuti dai democratici (compresi 2 indipendenti di area democratica) e 8 dai repubblicani. I senatori eletti hanno iniziato il loro mandato il 3 gennaio 2019 per concluderlo il 3 gennaio 2025.
Dei 2 seggi di classe 2 sottoposti ad elezioni speciali nel 2018, uno era detenuto dai democratici e uno dai repubblicani. I senatori eletti hanno iniziato il loro mandato immediatamente dopo le elezioni per concluderlo il 3 gennaio 2021.
Le elezioni hanno determinato il guadagno di 2 seggi da parte dei repubblicani che hanno ottenuto il Dakota del Nord, Florida, Indiana e Missouri prima in mano ai democratici, perdendo invece quelli di Arizona e Nevada. Il nuovo Senato è risultato quindi composto da 53 repubblicani e 47 democratici con la maggioranza rimasta in mano ai repubblicani.

### Livello federale
| Partiti | Partiti      | Voti       | %      | Seggi        | Seggi    | Seggi    | Seggi         | Seggi   |  |
| Partiti | Partiti      | Voti       | %      | Pre elezioni | In palio | Ottenuti | Post elezioni | +/-     |  |
| ------- | ------------ | ---------- | ------ | ------------ | -------- | -------- | ------------- | ------- |  |
|         | Repubblicano | 34 687 875 | 38,7   | 51           | 9        | 11       | 53            | 2       |  |
|         | Democratico  | 52 224 867 | 58,2   | 47           | 24       | 22       | 45            | 2       |  |
|         | Indipendenti | 808 370    | 0,9    | 2            | 2        | 2        | 2             | Stabile |  |
|         |              |            |        |              |          |          |               |         |  |
| Totale  | Totale       | 87 721 112 | 100,00 | 100          | 35       | 35       | 100           | Stabile |  |

### Dettaglio per stato
Di seguito il riepilogo delle elezioni relative ai 33 seggi del Senato:
| Stato                | Senatore uscente       | Senatore uscente           | Democratici                                    | Repubblicani                                                              | Altri                                                                   | Senatore eletto      | Senatore eletto      |
| -------------------- | ---------------------- | -------------------------- | ---------------------------------------------- | ------------------------------------------------------------------------- | ----------------------------------------------------------------------- | -------------------- | -------------------- |
| Arizona              |                        | Jeff Flake (R)             | Kyrsten Sinema - 50,0%                         | Martha McSally - 47,6%                                                    | Angela Green (V) - 2,4%                                                 |                      | Kyrsten Sinema (D)   |
| California           |                        | Dianne Feinstein (D)       | Dianne Feinstein - 54,2% Kevin De León - 45,8% | -                                                                         |                                                                         | Dianne Feinstein (D) |                      |
| Connecticut          | Chris Murphy (D)       | Chris Murphy - 59,5%       | Matthew Corey - 39,4%                          | Richard Lion (L) - 0,6% Jeff Russell (V) - 0,5%                           | Chris Murphy (D)                                                        |                      |                      |
| Dakota del Nord      | Heidi Heitkamp (D-NPL) | Heidi Heitkamp - 44,6%     | Kevin Cramer - 55,4%                           |                                                                           |                                                                         | Kevin Cramer (R)     |                      |
| Delaware             | Thomas Carper (D)      | Thomas Carper - 60,0%      | Robert Arlett - 37,8%                          | Demitri Theodoropoulos (V) - 1,2% Nadine Frost (L) - 1,1%                 |                                                                         | Thomas Carper (D)    |                      |
| Florida              | Bill Nelson (D)        | Bill Nelson - 49,9%        | Rick Scott - 50,1%                             |                                                                           |                                                                         | Rick Scott (R)       |                      |
| Hawaii               | Mazie Hirono (D)       | Mazie Hirono - 71,2%       | Ron Curtis - 28,8%                             |                                                                           |                                                                         | Mazie Hirono (D)     |                      |
| Indiana              | Joe Donnelly (D)       | Joe Donnelly - 45,0%       | Mike Braun - 50,9%                             | Lucy Brenton (L) - 4,0%                                                   |                                                                         | Mike Braun (R)       |                      |
| Maine                |                        | Angus King (I)             | Zak Ringelstein - 10,3%                        | Eric Brakey - 35,2%                                                       | Angus King - 54,5%                                                      |                      | Angus King (I)       |
| Maryland             |                        | Ben Cardin (D)             | Ben Cardin - 64,9%                             | Tony Campbell - 30,3%                                                     | Neal Simon (I) - 3,7% Arvin Vohra (L) - 1,0%                            |                      | Ben Cardin (D)       |
| Massachusetts        | Elizabeth Warren (D)   | Elizabeth Warren - 60,4%   | Geoff Diehl - 36,2%                            | Shiva Ayyadurai (I) - 3,4%                                                | Elizabeth Warren (D)                                                    |                      |                      |
| Michigan             | Debbie Stabenow (D)    | Debbie Stabenow - 52,3%    | John James - 45,8%                             | Marcia Squier (I) - 1,0% George Huffman III (C) - 0,6% John Wilhelm- 0,4% | Debbie Stabenow (D)                                                     |                      |                      |
| Minnesota            | Amy Klobuchar (D)      | Amy Klobuchar - 60,3%      | Jim Newberger - 36,2%                          | Dennis Schuller - 2,5% Paula M. Overby (V) - 0,9%                         | Amy Klobuchar (D)                                                       |                      |                      |
| Mississippi          |                        | Roger Wicker (R)           | David Baria - 39,5%                            | Roger Wicker - 58,5%                                                      | Danny Bedwell (L) - 1,4% Shawn O'Hara - 0,6%                            |                      | Roger Wicker (R)     |
| Missouri             |                        | Claire McCaskill (D)       | Claire McCaskill - 45,6%                       | Josh Hawley - 51,4%                                                       | Craig O'Dear (I) - 1,4% Japheth Campbell (L) - 1,1% Jo Crain (V) - 0,5% | Josh Hawley (R)      |                      |
| Montana              | Jon Tester (D)         | Jon Tester - 50,3%         | Matt Rosendale - 46,8%                         | Rick Breckenridge (L) - 2,9%                                              |                                                                         | Jon Tester (D)       |                      |
| Nebraska             |                        | Deb Fischer (R)            | Jane Raybould - 38,6%                          | Deb Fischer - 57,7%                                                       | Jim Schultz (L) - 3,6%                                                  |                      | Deb Fischer (R)      |
| Nevada               | Dean Heller (R)        | Jacky Rosen - 50,4%        | Dean Heller - 45,4%                            | Barry Michaels (I) - 1,0% Tim Hagan (L) - 0,9% Kamau Bakari - 0,7%        |                                                                         | Jacky Rosen (D)      |                      |
| New Jersey           |                        | Bob Menendez (D)           | Bob Menendez - 54,0%                           | Bob Hugin - 42,8%                                                         | Altri - 3,2%                                                            | Bob Menendez (D)     |                      |
| New York             | Kirsten Gillibrand (D) | Kirsten Gillibrand - 67,0% | Chele Farley - 33,0%                           |                                                                           | Kirsten Gillibrand (D)                                                  |                      |                      |
| Nuovo Messico        | Martin Heinrich (D)    | Martin Heinrich - 54,1%    | Mick Rich - 30,5%                              | Gary Johnson (L) - 15,4%                                                  | Martin Heinrich (D)                                                     |                      |                      |
| Ohio                 | Sherrod Brown (D)      | Sherrod Brown] - 53,4%     | Jim Renacci - 46,6%                            |                                                                           | Sherrod Brown (D)                                                       |                      |                      |
| Pennsylvania         | Bob Casey (D)          | Bob Casey, Jr. - 55,7%     | Lou Barletta - 42,6%                           | Dale Kerns (L) - 1,0% Neal Gale (V) - 0,6%                                | Bob Casey (D)                                                           |                      |                      |
| Rhode Island         | Sheldon Whitehouse (D) | Sheldon Whitehouse - 61,5% | Robert Flanders - 38,5%                        |                                                                           | Sheldon Whitehouse (D)                                                  |                      |                      |
| Tennessee            |                        | Bob Corker (R)             | Phil Bredesen - 43,9%                          | Marsha Blackburn - 54,7%                                                  | Altri - 1,4%                                                            |                      | Marsha Blackburn (R) |
| Texas                | Ted Cruz (R)           | Beto O'Rourke - 48,3%      | Ted Cruz - 50,9%                               | Neal Dikeman (L) - 0,8%                                                   | Ted Cruz (R)                                                            |                      |                      |
| Utah                 | Orrin Hatch (R)        | Jenny Wilson - 30,9%       | Mitt Romney - 62,6%                            | Tim Aalders (C) - 2,7% Craig Bowden (L) - 2,6% Reed McCandless - 1,2%     | Mitt Romney (R)                                                         |                      |                      |
| Vermont              |                        | Bernie Sanders (I)         | -                                              | Lawrence Zupan - 27,5%                                                    | Bernie Sanders - 67,4%                                                  |                      | Bernie Sanders (I)   |
| Virginia             |                        | Tim Kaine (D)              | Tim Kaine - 57,1%                              | Corey Stewart - 41,1%                                                     | Matt Waters (L) - 1,8%                                                  |                      | Tim Kaine (D)        |
| Virginia Occidentale | Joe Manchin (D)        | Joe Manchin - 49,6%        | Patrick Morrisey - 46,3%                       | Rusty Hollen (L) - 4,1%                                                   | Joe Manchin (D)                                                         |                      |                      |
| Washington           | Maria Cantwell (D)     | Maria Cantwell - 58,4%     | Susan Hutchison - 41,6%                        |                                                                           | Maria Cantwell (D)                                                      |                      |                      |
| Wisconsin            | Tammy Baldwin (D)      | Tammy Baldwin - 55,4%      | Leah Vukmir - 44,6%                            |                                                                           | Tammy Baldwin (D)                                                       |                      |                      |
| Wyoming              |                        | John Barrasso (R)          | Gary Trauner - 30,1%                           | John Barrasso - 67,1%                                                     | Joe Porambo (L) - 2,8%                                                  |                      | John Barrasso (R)    |

### Elezioni speciali
Di seguito il riepilogo delle elezioni speciali relative ai 2 seggi del Senato di classe 2:
| Stato       | Senatore uscente | Senatore uscente     | Democratici               | Repubblicani                     | Altri                                            | Senatore eletto | Senatore eletto      |
| ----------- | ---------------- | -------------------- | ------------------------- | -------------------------------- | ------------------------------------------------ | --------------- | -------------------- |
| Minnesota   |                  | Tina Smith (D)       | Tina Smith - 53,0%        | Karin Housley - 42,4%            | Sarah Wellington - 3,7% Jerry Trooien (I) - 0,9% |                 | Tina Smith (D)       |
| Mississippi |                  | Cindy Hyde-Smith (R) | Mike Espy - 46,4% (Ball.) | Cindy Hyde-Smith - 53,6% (Ball.) |                                                  |                 | Cindy Hyde-Smith (R) |

## Camera dei rappresentanti
Prima delle elezioni, la Camera dei rappresentanti era controllata dai Repubblicani con una maggioranza di 240 deputati a 195. I Democratici avevano quindi bisogno per riottenere la maggioranza di conquistare 23 seggi. I deputati eletti hanno iniziato il loro mandato il 3 gennaio 2019 per concluderlo il 3 gennaio 2021.
I democratici hanno incrementato i loro seggi alla Camera di 40 unità vincendo 43 seggi precedentemente in mano ai Repubblicani e perdendone 3. La maggioranza passa quindi in mano ai Democratici.

### Livello federale
| Partiti                                          | Partiti      | Voti        | Voti   | Voti    | Seggi | Seggi | Seggi   | Seggi  |
| Partiti                                          | Partiti      | Voti        | %      | Var.    | 2016  | 2018  | +/−     | %      |
| ------------------------------------------------ | ------------ | ----------- | ------ | ------- | ----- | ----- | ------- | ------ |
|                                                  | Democratico  | 60 572 245  | 53,4%  | 5,4%    | 194   | 235   | 41      | 54,0%  |
|                                                  | Repubblicano | 50 861 970  | 44,8%  | 4,3%    | 241   | 200   | 41      | 45,7%  |
|                                                  | Libertario   | 758 492     | 0,7%   | 0,6%    | -     | -     | -       | -      |
|                                                  | Indipendenti | 569 502     | 0,5%   | 0,2%    | -     | -     | -       | -      |
|                                                  | Verdi        | 247 231     | 0,2%   | 0,2%    | -     | -     | -       | -      |
|                                                  | Costituzione | 59 972      | 0,1%   | Stabile | -     | -     | -       | -      |
|                                                  | Altri        | 343 577     | 0,3%   | 0,1%    | -     | -     | -       | -      |
| Totale                                           | Totale       | 113 412 989 | 100,0% | -       | 435   | 435   | Stabile | 100,0% |
| Fonte: Election Statistics - Office of the Clerk |              |             |        |         |       |       |         |        |

### Dettaglio per stato
| Stato                | Seggi totali | Democratici | Democratici | Repubblicani | Repubblicani |
| Stato                | Seggi totali | Seggi       | Var.        | Seggi        | Var.         |
| -------------------- | ------------ | ----------- | ----------- | ------------ | ------------ |
| Alabama              | 7            | 1           | Stabile     | 6            | Stabile      |
| Alaska               | 1            | 0           | Stabile     | 1            | Stabile      |
| Arizona              | 9            | 5           | 1           | 4            | 1            |
| Arkansas             | 4            | 0           | Stabile     | 4            | Stabile      |
| California           | 53           | 46          | 7           | 7            | 7            |
| Carolina del Nord    | 13           | 3           | Stabile     | 10           | Stabile      |
| Carolina del Sud     | 7            | 2           | 1           | 5            | 1            |
| Colorado             | 7            | 4           | 1           | 3            | 1            |
| Connecticut          | 5            | 5           | Stabile     | 0            | Stabile      |
| Dakota del Nord      | 1            | 0           | Stabile     | 1            | Stabile      |
| Dakota del Sud       | 1            | 0           | Stabile     | 1            | Stabile      |
| Delaware             | 1            | 1           | Stabile     | 0            | Stabile      |
| Florida              | 27           | 13          | 2           | 14           | 2            |
| Georgia              | 14           | 5           | 1           | 9            | 1            |
| Hawaii               | 2            | 2           | Stabile     | 0            | Stabile      |
| Idaho                | 2            | 0           | Stabile     | 2            | Stabile      |
| Illinois             | 18           | 13          | 2           | 5            | 2            |
| Indiana              | 9            | 2           | Stabile     | 7            | Stabile      |
| Iowa                 | 4            | 3           | 2           | 1            | 2            |
| Kansas               | 4            | 1           | 1           | 3            | 1            |
| Kentucky             | 6            | 1           | Stabile     | 5            | Stabile      |
| Louisiana            | 6            | 1           | Stabile     | 5            | Stabile      |
| Maine                | 2            | 2           | 1           | 0            | 1            |
| Maryland             | 8            | 7           | Stabile     | 1            | Stabile      |
| Massachusetts        | 9            | 9           | Stabile     | 0            | Stabile      |
| Michigan             | 14           | 7           | 2           | 7            | 2            |
| Minnesota            | 8            | 5           | Stabile     | 3            | Stabile      |
| Mississippi          | 4            | 1           | Stabile     | 3            | Stabile      |
| Missouri             | 8            | 2           | Stabile     | 6            | Stabile      |
| Montana              | 1            | 0           | Stabile     | 1            | Stabile      |
| Nebraska             | 3            | 0           | Stabile     | 3            | Stabile      |
| Nevada               | 4            | 3           | Stabile     | 1            | Stabile      |
| New Hampshire        | 2            | 2           | Stabile     | 0            | Stabile      |
| New Jersey           | 12           | 11          | 4           | 1            | 4            |
| New York             | 27           | 21          | 3           | 6            | 3            |
| Nuovo Messico        | 3            | 3           | 1           | 0            | 1            |
| Ohio                 | 16           | 4           | Stabile     | 12           | Stabile      |
| Oklahoma             | 5            | 1           | 1           | 4            | 1            |
| Oregon               | 5            | 4           | Stabile     | 1            | Stabile      |
| Pennsylvania         | 18           | 9           | 4           | 9            | 4            |
| Rhode Island         | 2            | 2           | Stabile     | 0            | Stabile      |
| Tennessee            | 9            | 2           | Stabile     | 7            | Stabile      |
| Texas                | 36           | 13          | 2           | 23           | 2            |
| Utah                 | 4            | 1           | 1           | 3            | 1            |
| Vermont              | 1            | 1           | Stabile     | 0            | Stabile      |
| Virginia             | 11           | 7           | 3           | 4            | 3            |
| Virginia Occidentale | 3            | 0           | Stabile     | 3            | Stabile      |
| Washington           | 10           | 7           | 1           | 3            | 1            |
| Wisconsin            | 8            | 3           | Stabile     | 5            | Stabile      |
| Wyoming              | 1            | 0           | Stabile     | 1            | Stabile      |
| Totale               | 435          | 235         | 41          | 200          | 41           |

### Dettaglio per distretto
| Stato                | Distretto | Deputato uscente                   | Deputato uscente                                             | Democratici                                                                      | Repubblicani                                                               | Altri | Deputato eletto            | Deputato eletto           |
| -------------------- | --------- | ---------------------------------- | ------------------------------------------------------------ | -------------------------------------------------------------------------------- | -------------------------------------------------------------------------- | --- | -------------------------- | ------------------------- |
| Alabama              | 1         |                                    | Bradley Byrne (R)                                            | Robert Kennedy - 36,8%                                                           | Bradley Byrne - 63,2%                                                      | |                            | Bradley Byrne (R)         |
| Alabama              | 2         | Martha Roby (R)                    | Tabitha Isner - 38,5%                                        | Martha Roby - 61,5%                                                              |                                                                            | Martha Roby (R) |                            |                           |
| Alabama              | 3         | Mike Rogers (R)                    | Mallory Hagan - 36,2%                                        | Mike Rogers - 63,8%                                                              |                                                                            | Mike Rogers (R) |                            |                           |
| Alabama              | 4         | Robert Aderholt (R)                | Lee Auman - 20,1%                                            | Robert Aderholt - 79,9%                                                          |                                                                            | Robert Aderholt (R) |                            |                           |
| Alabama              | 5         | Mo Brooks (R)                      | Peter Joffrion - 38,9%                                       | Mo Brooks - 61,1%                                                                |                                                                            | Mo Brooks (R) |                            |                           |
| Alabama              | 6         | Gary Palmer (R)                    | Danner Kline - 30,8%                                         | Gary Palmer - 69,2%                                                              |                                                                            | Gary Palmer (R) |                            |                           |
| Alabama              | 7         |                                    | Terri Sewell (D)                                             | Terri Sewell                                                                     | -                                                                          | |                            | Terri Sewell (D)          |
| Alaska               | Unico     |                                    | Don Young (R)                                                | Alyse Galvin - 46,7%                                                             | Don Young - 53,3%                                                          | |                            | Don Young (R)             |
| Arizona              | 1         |                                    | Tom O'Halleran (D)                                           | Tom O'Halleran - 53,8%                                                           | Wendy Rogers - 46,2%                                                       | |                            | Tom O'Halleran (D)        |
| Arizona              | 2         |                                    | Martha McSally (R)                                           | Ann Kirkpatrick - 54,7%                                                          | Lea Marquez-Peterson - 45,3%                                               | | Ann Kirkpatrick (D)        |                           |
| Arizona              | 3         |                                    | Raúl Grijalva (D)                                            | Raúl Grijalva - 63,9%                                                            | Nick Pierson - 36,1%                                                       | | Raúl Grijalva (D)          |                           |
| Arizona              | 4         |                                    | Paul Gosar (R)                                               | David Brill - 30,5%                                                              | Paul Gosar - 68,2%                                                         | Haryaksha Gregor Knauer (V) - 1,3%                                                                                        |                            | Paul Gosar (R)            |
| Arizona              | 5         | Andy Biggs (R)                     | Joan Greene - 40,6%                                          | Andy Biggs - 59,4%                                                               |                                                                            | Andy Biggs (R) |                            |                           |
| Arizona              | 6         | David Schweikert (R)               | Anita Malik - 44,8%                                          | David Schweikert - 55,2%                                                         |                                                                            | David Schweikert (R) |                            |                           |
| Arizona              | 7         |                                    | Ruben Gallego (D)                                            | Ruben Gallego - 85,8%                                                            | -                                                                          | Gary Swing (V) - 14,2% |                            | Ruben Gallego (D)         |
| Arizona              | 8         |                                    | Debbie Lesko (R)                                             | Hiral Tipirneni - 44,5%                                                          | Debbie Lesko - 55,5%                                                       | |                            | Debbie Lesko (R)          |
| Arizona              | 9         |                                    | Kyrsten Sinema (D)                                           | Greg Stanton - 61,1%                                                             | Steve Ferrara - 38,9%                                                      | |                            | Greg Stanton (D)          |
| Arkansas             | 1         |                                    | Rick Crawford (R)                                            | Chintan Desai - 28,8%                                                            | Rick Crawford - 68,9%                                                      | Elvis Presley (L) - 2,3%                                                                                                  |                            | Rick Crawford (R)         |
| Arkansas             | 2         | French Hill (R)                    | Clarke Tucker - 45,8%                                        | French Hill - 52,1%                                                              | Joe Ryne Swafford (L) - 2,0%                                               | French Hill (R) |                            |                           |
| Arkansas             | 3         | Steve Womack (R)                   | Josh Mahony - 32,6%                                          | Steve Womack - 64,8%                                                             | Michael Kalagias (L) - 2,6%                                                | Steve Womack (R) |                            |                           |
| Arkansas             | 4         | Bruce Westerman (R)                | Hayden Shamel - 31,3%                                        | Bruce Westerman - 66,8%                                                          | Tom Canada (L) - 1,9%                                                      | Bruce Westerman (R) |                            |                           |
| California           | 1         | Doug LaMalfa (R)                   | Audrey Denney - 45,1%                                        | Doug LaMalfa - 54,9%                                                             |                                                                            | Doug LaMalfa (R) |                            |                           |
| California           | 2         |                                    | Jared Huffman (D)                                            | Jared Huffman - 77,0%                                                            | Dale Mensing - 23,0%                                                       | |                            | Jared Huffman (D)         |
| California           | 3         | John Garamendi (D)                 | John Garamendi - 58,1%                                       | Charlie Schaupp - 41,9%                                                          |                                                                            | John Garamendi (D) |                            |                           |
| California           | 4         |                                    | Tom McClintock (R)                                           | Jessica Morse - 45,9%                                                            | Tom McClintock - 54,1%                                                     | |                            | Tom McClintock (R)        |
| California           | 5         |                                    | Mike Thompson (D)                                            | Mike Thompson - 78,9%                                                            | -                                                                          | Anthony Mills (I) - 21,1%                                                                                                 |                            | Mike Thompson (D)         |
| California           | 6         | Doris Matsui (D)                   | Doris Matsui - 80,4% Jrmar Jefferson - 19,6%                 | -                                                                                | -                                                                          | Doris Matsui (D) |                            |                           |
| California           | 7         | Ami Bera (D)                       | Ami Bera - 55,0%                                             | Andrew Grant - 45,0%                                                             |                                                                            | Ami Bera (D) |                            |                           |
| California           | 8         |                                    | Paul Cook (R)                                                | -                                                                                | Paul Cook - 60,0% Tim Donnelly - 40,0%                                     | |                            | Paul Cook (R)             |
| California           | 9         |                                    | Jerry McNerney (D)                                           | Jerry McNerney - 56,5%                                                           | Marla Livengood - 43,5%                                                    | |                            | Jerry McNerney (D)        |
| California           | 10        |                                    | Jeff Denham (R)                                              | Josh Harder - 52,3%                                                              | Jeff Denham - 47,7%                                                        | | Josh Harder (D)            |                           |
| California           | 11        |                                    | Mark DeSaulnier (D)                                          | Mark DeSaulnier - 74,1%                                                          | John Fitzgerald - 25,9%                                                    | | Mark DeSaulnier (D)        |                           |
| California           | 12        | Nancy Pelosi (D)                   | Nancy Pelosi - 86,8%                                         | Lisa Remmer - 13,2%                                                              |                                                                            | Nancy Pelosi (D) |                            |                           |
| California           | 13        | Barbara Lee (D)                    | Barbara Lee - 88,4%                                          | -                                                                                | Laura Wells (V) - 11,6%                                                    | Barbara Lee (D) |                            |                           |
| California           | 14        | Jackie Speier (D)                  | Jackie Speier - 79,2%                                        | Cristina Osmeña - 20,8%                                                          |                                                                            | Jackie Speier (D) |                            |                           |
| California           | 15        | Eric Swalwell (D)                  | Eric Swalwell - 73,0%                                        | Rudy Peters - 27,0%                                                              |                                                                            | Eric Swalwell (D) |                            |                           |
| California           | 16        | Jim Costa (D)                      | Jim Costa - 57,5%                                            | Elizabeth Heng - 42,5%                                                           |                                                                            | Jim Costa (D) |                            |                           |
| California           | 17        | Ro Khanna (D)                      | Ro Khanna - 75,3%                                            | Ron Cohen - 24,7%                                                                |                                                                            | Ro Khanna (D) |                            |                           |
| California           | 18        | Anna Eshoo (D)                     | Anna Eshoo - 74,5%                                           | Christine Russell - 25,5%                                                        |                                                                            | Anna Eshoo (D) |                            |                           |
| California           | 19        | Zoe Lofgren (D)                    | Zoe Lofgren - 73,8%                                          | Justin Aguilera - 26,2%                                                          |                                                                            | Zoe Lofgren (D) |                            |                           |
| California           | 20        | Jimmy Panetta (D)                  | Jimmy Panetta - 81,4%                                        | -                                                                                | Ronald Kabat (I) - 18,6%                                                   | Jimmy Panetta (D) |                            |                           |
| California           | 21        |                                    | David Valadao (R)                                            | TJ Cox - 50,4%                                                                   | David Valadao - 49,6%                                                      | | TJ Cox (D)                 |                           |
| California           | 22        | Devin Nunes (R)                    | Andrew Janz - 47,3%                                          | Devin Nunes - 52,7%                                                              |                                                                            | | Devin Nunes (R)            |                           |
| California           | 23        | Kevin McCarthy (R)                 | Tatiana Matta - 36,3%                                        | Kevin McCarthy - 63,7%                                                           |                                                                            | Kevin McCarthy (R) |                            |                           |
| California           | 24        |                                    | Salud Carbajal (D)                                           | Salud Carbajal - 58,6%                                                           | Justin Fareed - 41,4%                                                      | |                            | Salud Carbajal (D)        |
| California           | 25        |                                    | Steve Knight (R)                                             | Katie Hill - 54,4%                                                               | Steve Knight - 45,6%                                                       | | Katie Hill (D)             |                           |
| California           | 26        |                                    | Julia Brownley (D)                                           | Julia Brownley - 61,9%                                                           | Antonio Sabàto Jr. - 38,1%                                                 | | Julia Brownley (D)         |                           |
| California           | 27        | Judy Chu (D)                       | Judy Chu - 79,2% Bryan Witt - 20,8%                          | -                                                                                |                                                                            | Judy Chu (D) |                            |                           |
| California           | 28        | Adam Schiff (D)                    | Adam Schiff - 78,4%                                          | Johnny Nalbandian - 21,6%                                                        |                                                                            | Adam Schiff (D) |                            |                           |
| California           | 29        | Tony Cardenas (D)                  | Tony Cardenas - 80,6%                                        | Benito Bernal - 19,4%                                                            |                                                                            | Tony Cardenas (D) |                            |                           |
| California           | 30        | Brad Sherman (D)                   | Brad Sherman - 73,4%                                         | Mark Reed - 26,6%                                                                |                                                                            | Brad Sherman (D) |                            |                           |
| California           | 31        | Pete Aguilar (D)                   | Pete Aguilar - 58,7%                                         | Sean Flynn - 41,3%                                                               |                                                                            | Pete Aguilar (D) |                            |                           |
| California           | 32        | Grace Napolitano (D)               | Grace Napolitano - 68,8%                                     | Joshua Scott - 31,2%                                                             |                                                                            | Grace Napolitano (D) |                            |                           |
| California           | 33        | Ted Lieu (D)                       | Ted Lieu - 70,0%                                             | Kenneth Wright - 30,0%                                                           |                                                                            | Ted Lieu (D) |                            |                           |
| California           | 34        | Jimmy Gomez (D)                    | Jimmy Gomez - 72,5%                                          | -                                                                                | Kenneth Mejia (V) - 27,5%                                                  | Jimmy Gomez (D) |                            |                           |
| California           | 35        | bgcolor=#87cefa\|Norma Torres (D)  | Norma Torres - 69,4%                                         | Christian Valiente - 30,6%                                                       |                                                                            | Norma Torres (D) |                            |                           |
| California           | 36        | bgcolor=#87cefa\|Raul Ruiz (D)     | Raul Ruiz - 59,0%                                            | Kimberlin Brown - 41,0%                                                          |                                                                            | Raul Ruiz (D) |                            |                           |
| California           | 37        | bgcolor=#87cefa\|Karen Bass (D)    | Karen Bass - 89,1%                                           | Ron Bassilian - 10,9%                                                            |                                                                            | Karen Bass (D) |                            |                           |
| California           | 38        | bgcolor=#87cefa\|Linda Sánchez (D) | Linda Sánchez - 68,9%                                        | Ryan Downing - 31,1%                                                             |                                                                            | Linda Sánchez (D) |                            |                           |
| California           | 39        |                                    | Ed Royce (R)                                                 | Gil Cisneros - 51,6%                                                             | Young Kim - 48,4%                                                          | | Gil Cisneros (D)           |                           |
| California           | 40        |                                    | Lucille Roybal-Allard (D)                                    | Lucille Roybal-Allard - 77,3%                                                    | -                                                                          | Rodolfo Barragan (V) - 22,7%                                                                                              | Lucille Roybal-Allard (D)  |                           |
| California           | 41        | Mark Takano (D)                    | Mark Takano - 65,1%                                          | Aja Smith - 35,9%                                                                |                                                                            | Mark Takano (D) |                            |                           |
| California           | 42        |                                    | Ken Calvert (R)                                              | Julia Peacock - 43,5%                                                            | Ken Calvert - 56,5%                                                        | |                            | Ken Calvert (R)           |
| California           | 43        |                                    | Maxine Waters (D)                                            | Maxine Waters - 77,7%                                                            | Omar Navarro - 22,3%                                                       | |                            | Maxine Waters (D)         |
| California           | 44        | Nanette Barragán (D)               | Nanette Barragán - 68,3% Aja Brown - 31,7%                   | -                                                                                |                                                                            | Nanette Barragán (D) |                            |                           |
| California           | 45        |                                    | Mimi Walters (R)                                             | Katie Porter - 52,1%                                                             | Mimi Walters - 47,9%                                                       | | Katie Porter (D)           |                           |
| California           | 46        |                                    | Lou Correa (D)                                               | Lou Correa - 69,1%                                                               | Russell Lambert - 30,9%                                                    | | Lou Correa (D)             |                           |
| California           | 47        | Alan Lowenthal (D)                 | Alan Lowenthal - 64,9%                                       | John Briscoe - 35,1%                                                             |                                                                            | Alan Lowenthal (D) |                            |                           |
| California           | 48        |                                    | Dana Rohrabacher (R)                                         | Harley Rouda - 53,6%                                                             | Dana Rohrabacher - 46,4%                                                   | | Harley Rouda (D)           |                           |
| California           | 49        | Darrell Issa (R)                   | Mike Levin - 56,4%                                           | Diane Harkey - 43,6%                                                             |                                                                            | Mike Levin (D) |                            |                           |
| California           | 50        | Duncan D. Hunter (R)               | Ammar Campa-Najjar - 48,3%                                   | Duncan D. Hunter - 51,7%                                                         |                                                                            | | Duncan D. Hunter (R)       |                           |
| California           | 51        |                                    | Juan Vargas (D)                                              | Juan Vargas - 71,2%                                                              | Juan Hidalgo - 28,8%                                                       | |                            | Juan Vargas (D)           |
| California           | 52        | Scott Peters (D)                   | Scott Peters - 63,8%                                         | Omar Qudrat - 36,2%                                                              |                                                                            | Scott Peters (D) |                            |                           |
| California           | 53        | Susan Davis (D)                    | Susan Davis - 69,1%                                          | Morgan Murtaugh - 30,9%                                                          |                                                                            | Susan Davis (D) |                            |                           |
| Carolina del Nord    | 1         | G. K. Butterfield (D)              | G. K. Butterfield - 69,8%                                    | Roger Allison - 30,2%                                                            |                                                                            | G. K. Butterfield (D) |                            |                           |
| Carolina del Nord    | 2         |                                    | George Holding (R)                                           | Linda Coleman - 45,8%                                                            | George Holding - 51,3%                                                     | Jeff Matemu (L) - 2,9% |                            | George Holding (R)        |
| Carolina del Nord    | 3         | Walter Jones (R)                   | -                                                            | Walter Jones                                                                     |                                                                            | Walter Jones (R) |                            |                           |
| Carolina del Nord    | 4         |                                    | David Price (D)                                              | David Price - 72,4%                                                              | Steve Von Loor - 24,0%                                                     | Barbara Howe (L) - 3,6%                                                                                                   |                            | David Price (D)           |
| Carolina del Nord    | 5         |                                    | Virginia Foxx (R)                                            | D.D. Adams - 43,0%                                                               | Virginia Foxx - 57,0%                                                      | |                            | Virginia Foxx (R)         |
| Carolina del Nord    | 6         | Mark Walker (R)                    | Ryan Watts - 43,5%                                           | Mark Walker - 56,5%                                                              |                                                                            | Mark Walker (R) |                            |                           |
| Carolina del Nord    | 7         | David Rouzer (R)                   | Kyle Horton - 42,8%                                          | David Rouzer - 55,5%                                                             | David Fallin (C) - 1,6%                                                    | David Rouzer (R) |                            |                           |
| Carolina del Nord    | 8         | Richard Hudson (R)                 | Frank McNeill - 44,7%                                        | Richard Hudson - 55,3%                                                           |                                                                            | Richard Hudson (R) |                            |                           |
| Carolina del Nord    | 9         | Robert Pittenger (R)               | Dan McCready - 48,9%                                         | Mark Harris - 49,3%                                                              | Jeff Scott (L) - 1,8%                                                      | Mark Harris (R) |                            |                           |
| Carolina del Nord    | 10        | Patrick McHenry (R)                | David Brown - 40,7%                                          | Patrick McHenry - 59,3%                                                          |                                                                            | Patrick McHenry (R) |                            |                           |
| Carolina del Nord    | 11        | Mark Meadows (R)                   | Phillip Price - 38,7%                                        | Mark Meadows - 59,2%                                                             | Clifton Ingram (L) - 2,0%                                                  | Mark Meadows (R) |                            |                           |
| Carolina del Nord    | 12        |                                    | Alma Adams (D)                                               | Alma Adams - 73,1%                                                               | Paul Wright - 26,9%                                                        | |                            | Alma Adams (D)            |
| Carolina del Nord    | 13        |                                    | Ted Budd (R)                                                 | Kathy Manning - 45,5%                                                            | Ted Budd - 51,5%                                                           | Tom Bailey (L) - 2,0% |                            | Ted Budd (R)              |
| Carolina del Sud     | 1         | Mark Sanford (R)                   | Joe Cunningham - 50,7%                                       | Katie Arrington - 49,3%                                                          |                                                                            | | Joe Cunningham (D)         |                           |
| Carolina del Sud     | 2         | Joe Wilson (R)                     | Sean Carrigan - 42,5%                                        | Joe Wilson - 56,3%                                                               | Sonny Narang - 1,2%                                                        | | Joe Wilson (R)             |                           |
| Carolina del Sud     | 3         | Jeff Duncan (R)                    | Mary Geren - 31,0%                                           | Jeff Duncan - 67,8%                                                              | Dave Moore - 1,2%                                                          | Jeff Duncan (R) |                            |                           |
| Carolina del Sud     | 4         | Trey Gowdy (R)                     | Brandon Brown - 36,6%                                        | William Timmons - 59,6%                                                          | Guy Furay - 3,8%                                                           | William Timmons (R) |                            |                           |
| Carolina del Sud     | 5         | Ralph Norman (R)                   | Archie Parnell - 41,5%                                       | Ralph Norman - 57,1%                                                             | Michael Chandler (C) - 1,4%                                                | Ralph Norman (R) |                            |                           |
| Carolina del Sud     | 6         |                                    | Jim Clyburn (D)                                              | Jim Clyburn - 70,2%                                                              | Gerhan Gressmann - 28,3%                                                   | Bryan Pugh (V) - 1,5% |                            | Jim Clyburn (D)           |
| Carolina del Sud     | 7         |                                    | Tom Rice (R)                                                 | Robert Williams - 40,4%                                                          | Tom Rice - 59,6%                                                           | |                            | Tom Rice (R)              |
| Colorado             | 1         |                                    | Diana DeGette (D)                                            | Diana DeGette - 73,8%                                                            | Casper Stockham - 23,0%                                                    | |                            | Diana DeGette (D)         |
| Colorado             | 2         | Jared Polis (D)                    | Joe Neguse - 60,3%                                           | Peter Yu - 33,6%                                                                 |                                                                            | Joe Neguse (D) |                            |                           |
| Colorado             | 3         |                                    | Scott Tipton (R)                                             | Diane Mitsch Bush - 43,6%                                                        | Scott Tipton - 51,5%                                                       | |                            | Scott Tipton (R)          |
| Colorado             | 4         | Ken Buck (R)                       | Karen McCormick - 39,4%                                      | Ken Buck - 60,6%                                                                 |                                                                            | Ken Buck (R) |                            |                           |
| Colorado             | 5         | Doug Lamborn (R)                   | Stephany Spaulding - 39,3%                                   | Doug Lamborn - 57,0%                                                             |                                                                            | Doug Lamborn (R) |                            |                           |
| Colorado             | 6         | Mike Coffman (R)                   | Jason Crow - 54,1%                                           | Mike Coffman - 42,9%                                                             |                                                                            | | Jason Crow (D)             |                           |
| Colorado             | 7         |                                    | Ed Perlmutter (D)                                            | Ed Perlmutter - 60,4%                                                            | Mark Barrington - 35,4%                                                    | | Ed Perlmutter (D)          |                           |
| Connecticut          | 1         | John Larson (D)                    | John Larson - 63,9%                                          | Jennifer Nye - 35,0%                                                             | Thomas McCormick (V) - 1,1%                                                | John Larson (D) |                            |                           |
| Connecticut          | 2         | Joe Courtney (D)                   | Joe Courtney - 62,2%                                         | Danny Postemski - 35,4%                                                          | Michelle Bicking (V) - 1,2%                                                | Joe Courtney (D) |                            |                           |
| Connecticut          | 3         | Rosa DeLauro (D)                   | Rosa DeLauro - 64,6%                                         | Angel Cadena - 35,4%                                                             |                                                                            | Rosa DeLauro (D) |                            |                           |
| Connecticut          | 4         | Jim Himes (D)                      | Jim Himes - 61,2%                                            | Harry Arora - 38,8%                                                              |                                                                            | Jim Himes (D) |                            |                           |
| Connecticut          | 5         | Elizabeth Esty (D)                 | Jahana Hayes - 55,9%                                         | Manny Santos - 44,1%                                                             |                                                                            | Jahana Hayes (D) |                            |                           |
| Dakota del Nord      | Unico     |                                    | Kevin Cramer (R)                                             | Mac Schneider - 35,6%                                                            | Kelly Armstrong - 60,3%                                                    | Charles Tuttle (I) - 4,1%                                                                                                 |                            | Kelly Armstrong (R)       |
| Dakota del Sud       | Unico     | Kristi Noem (R)                    | Tim Bjorkman - 36,0%                                         | Dusty Johnson - 60,3%                                                            | Ron Wieczorek (I) - 2,2% George Hendrickson (L) - 1,5%                     | Dusty Johnson (R) |                            |                           |
| Delaware             | Unico     |                                    | Lisa Blunt Rochester (D)                                     | Lisa Blunt Rochester - 64,5%                                                     | Scott Walker - 35,5%                                                       | |                            | Lisa Blunt Rochester (D)  |
| Florida              | 1         |                                    | Matt Gaetz (R)                                               | Jennifer Zimmerman - 32,9%                                                       | Matt Gaetz - 67,1%                                                         | |                            | Matt Gaetz (R)            |
| Florida              | 2         | Neal Dunn (R)                      | Bob Rackleff - 32,6%                                         | Neal Dunn - 67,4%                                                                |                                                                            | Neal Dunn (R) |                            |                           |
| Florida              | 3         | Ted Yoho (R)                       | Yvonne Hinson - 42,4%                                        | Ted Yoho - 57,6%                                                                 |                                                                            | Ted Yoho (R) |                            |                           |
| Florida              | 4         | John Rutherford (R)                | Ges Selmont - 32,3%                                          | John Rutherford - 65,2%                                                          | Joceline Berrios (I) - 1,6% Jason Bulger (I) - 0,9%                        | John Rutherford (R) |                            |                           |
| Florida              | 5         |                                    | Al Lawson (D)                                                | Al Lawson - 66,8%                                                                | Virginia Fuller - 33,2%                                                    | |                            | Al Lawson (D)             |
| Florida              | 6         |                                    | Ron DeSantis (R)                                             | Nancy Soderberg - 43,7%                                                          | Michael Waltz - 56,3%                                                      | |                            | Michael Waltz (R)         |
| Florida              | 7         |                                    | Stephanie Murphy (D)                                         | Stephanie Murphy - 57,7%                                                         | Mike Miller - 42,3%                                                        | |                            | Stephanie Murphy (D)      |
| Florida              | 8         |                                    | Bill Posey (R)                                               | Sanjay Patel - 39,5%                                                             | Bill Posey - 60,5%                                                         | |                            | Bill Posey (R)            |
| Florida              | 9         |                                    | Darren Soto (D)                                              | Darren Soto - 58,0%                                                              | Wayne Liebnitzky - 42,0%                                                   | |                            | Darren Soto (D)           |
| Florida              | 10        | Val Demings (D)                    | Val Demings                                                  | -                                                                                |                                                                            | Val Demings (D) |                            |                           |
| Florida              | 11        |                                    | Daniel Webster (R)                                           | Dana Cottrell - 34,8%                                                            | Daniel Webster - 65,2%                                                     | |                            | Daniel Webster (R)        |
| Florida              | 12        | Gus Bilirakis (R)                  | Chris Hunter - 39,7%                                         | Gus Bilirakis - 58,1%                                                            | Angelika Purkis (I) - 2,2%                                                 | Gus Bilirakis (R) |                            |                           |
| Florida              | 13        |                                    | Charlie Crist (D)                                            | Charlie Crist - 57,6%                                                            | George Buck - 42,4%                                                        | |                            | Charlie Crist (D)         |
| Florida              | 14        | Kathy Castor (D)                   | Kathy Castor                                                 | -                                                                                |                                                                            | Kathy Castor (D) |                            |                           |
| Florida              | 15        |                                    | Dennis Ross (R)                                              | Kristen Carlson - 47,0%                                                          | Ross Spano - 53,0%                                                         | |                            | Ross Spano (R)            |
| Florida              | 16        | Vern Buchanan (R)                  | David Shapiro - 45,4%                                        | Vern Buchanan - 54,6%                                                            |                                                                            | Vern Buchanan (R) |                            |                           |
| Florida              | 17        | Tom Rooney (R)                     | April Freeman - 37,7%                                        | Greg Steube - 62,3%                                                              |                                                                            | Greg Steube (R) |                            |                           |
| Florida              | 18        | Brian Mast (R)                     | Lauren Baer - 45,7%                                          | Brian Mast - 54,3%                                                               |                                                                            | Brian Mast (R) |                            |                           |
| Florida              | 19        | Francis Rooney (R)                 | David Holden - 37,7%                                         | Francis Rooney - 62,3%                                                           |                                                                            | Francis Rooney (R) |                            |                           |
| Florida              | 20        |                                    | Alcee Hastings (D)                                           | Alcee Hastings                                                                   | -                                                                          | |                            | Alcee Hastings (D)        |
| Florida              | 21        | Lois Frankel (D)                   | Lois Frankel                                                 | -                                                                                |                                                                            | Lois Frankel (D) |                            |                           |
| Florida              | 22        | Ted Deutch (D)                     | Ted Deutch - 62,0%                                           | Nicolas Kimaz - 38,0%                                                            |                                                                            | Ted Deutch (D) |                            |                           |
| Florida              | 23        | Debbie Wasserman Schultz (D)       | Debbie Wasserman Schultz - 58,5%                             | Joe Kaufman - 36,0%                                                              | Tim Canova (I) - 5,0% Don Endriss (I) - 0,5%                               | Debbie Wasserman Schultz (D)                                                                                              |                            |                           |
| Florida              | 24        | Frederica Wilson (D)               | Frederica Wilson                                             | -                                                                                |                                                                            | Frederica Wilson (D) |                            |                           |
| Florida              | 25        |                                    | Mario Díaz-Balart (R)                                        | Mary Barzee Flores - 39,5%                                                       | Mario Díaz-Balart - 60,5%                                                  | |                            | Mario Díaz-Balart (R)     |
| Florida              | 26        | Carlos Curbelo (R)                 | Debbie Mucarsel-Powell - 50,9%                               | Carlos Curbelo - 49,1%                                                           |                                                                            | | Debbie Mucarsel-Powell (D) |                           |
| Florida              | 27        | Ileana Ros-Lehtinen (R)            | Donna Shalala - 51,8%                                        | Maria Elvira Salazar - 45,8%                                                     | Mayra Joli (I) - 2,5%                                                      | Donna Shalala (D) |                            |                           |
| Georgia              | 1         | Buddy Carter (R)                   | Lisa Ring - 42,3%                                            | Buddy Carter - 57,7%                                                             |                                                                            | Buddy Carter (R) |                            |                           |
| Georgia              | 2         |                                    | Sanford Bishop (D)                                           | Sanford Bishop - 59,6%                                                           | Herman West - 40,4%                                                        | |                            | Sanford Bishop (D)        |
| Georgia              | 3         |                                    | Drew Ferguson (R)                                            | Chuck Enderlin - 34,5%                                                           | Drew Ferguson - 65,5%                                                      | |                            | Drew Ferguson (R)         |
| Georgia              | 4         |                                    | Hank Johnson (D)                                             | Hank Johnson - 78,8%                                                             | Joe Profit - 21,2%                                                         | |                            | Hank Johnson (D)          |
| Georgia              | 5         | John Lewis (D)                     | John Lewis                                                   | -                                                                                |                                                                            | John Lewis (D) |                            |                           |
| Georgia              | 6         |                                    | Karen Handel (R)                                             | Lucy McBath - 50,5%                                                              | Karen Handel - 49,5%                                                       | | Lucy McBath (D)            |                           |
| Georgia              | 7         | Rob Woodall (R)                    | Carolyn Bourdeaux - 49,93%                                   | Rob Woodall - 50,07%                                                             |                                                                            | | Rob Woodall (R)            |                           |
| Georgia              | 8         | Austin Scott (R)                   | -                                                            | Austin Scott                                                                     |                                                                            | Austin Scott (R) |                            |                           |
| Georgia              | 9         | Doug Collins (R)                   | Josh McCall - 20,5%                                          | Doug Collins - 79,5%                                                             |                                                                            | Doug Collins (R) |                            |                           |
| Georgia              | 10        | Jody Hice (R)                      | Tabitha Johnson-Green - 37,1%                                | Jody Hice - 62,9%                                                                |                                                                            | Jody Hice (R) |                            |                           |
| Georgia              | 11        | Barry Loudermilk (R)               | Flynn Broady - 38,2%                                         | Barry Loudermilk - 61,8%                                                         |                                                                            | Barry Loudermilk (R) |                            |                           |
| Georgia              | 12        | Rick Allen (R)                     | Francys Johnson - 40,5%                                      | Rick Allen - 59,5%                                                               |                                                                            | Rick Allen (R) |                            |                           |
| Georgia              | 13        |                                    | David Scott (D)                                              | David Scott - 76,2%                                                              | David Callahan - 23,8%                                                     | |                            | David Scott (D)           |
| Georgia              | 14        |                                    | Tom Graves (R)                                               | Steven Foster - 23,5%                                                            | Tom Graves - 76,5%                                                         | |                            | Tom Graves (R)            |
| Hawaii               | 1         |                                    | Colleen Hanabusa (D)                                         | Ed Case - 73,1%                                                                  | Campbell Cavasso - 23,1%                                                   | Michelle Tippens (L) - 1,9% Zachary Burd (V) - 1,2% Calvin Griffin (I) - 0,7                                              |                            | Ed Case (D)               |
| Hawaii               | 2         | Tulsi Gabbard (D)                  | Tulsi Gabbard - 77,4%                                        | Brian Evans - 22,6%                                                              |                                                                            | Tulsi Gabbard (D) |                            |                           |
| Idaho                | 1         |                                    | Raúl Labrador (R)                                            | Christina McNeil - 30,8%                                                         | Russ Fulcher - 62,8%                                                       | Natalie Fleming (I) - 2,0% W. Scott Howard (L) - 1,7% Paul Farmer (I) - 1,4% Pro-Life (C) - 1,0% Gordon Counsil (I) -0,3% |                            | Russ Fulcher (R)          |
| Idaho                | 2         | Mike Simpson (R)                   | Aaron Swisher - 39,3%                                        | Mike Simpson - 60,7%                                                             |                                                                            | Mike Simpson (R) |                            |                           |
| Illinois             | 1         |                                    | Bobby Rush (D)                                               | Bobby Rush - 73,5%                                                               | Jimmy Tillman - 19,6%                                                      | |                            | Bobby Rush (D)            |
| Illinois             | 2         | Robin Kelly (D)                    | Robin Kelly - 81,1%                                          | David Merkle - 18,9%                                                             |                                                                            | Robin Kelly (D) |                            |                           |
| Illinois             | 3         | Dan Lipinski (D)                   | Dan Lipinski - 73,8%                                         | Arthur Jones - 26,2%                                                             |                                                                            | Dan Lipinski (D) |                            |                           |
| Illinois             | 4         | Luis Gutiérrez (D)                 | Jesús "Chuy" García - 86,6%                                  | Mark Lorch - 16,4%                                                               |                                                                            | Chuy García (D) |                            |                           |
| Illinois             | 5         | Mike Quigley (D)                   | Mike Quigley - 76,7%                                         | Tom Hanson - 23,3%                                                               |                                                                            | Mike Quigley (D) |                            |                           |
| Illinois             | 6         |                                    | Peter Roskam (R)                                             | Sean Casten - 53,6%                                                              | Peter Roskam - 46,4%                                                       | | Sean Casten (D)            |                           |
| Illinois             | 7         |                                    | Danny Davis (D)                                              | Danny Davis - 87,6%                                                              | Craig Cameron - 12,4%                                                      | | Danny Davis (D)            |                           |
| Illinois             | 8         | Raja Krishnamoorthi (D)            | Raja Krishnamoorthi - 66,0%                                  | JD Diganvker - 34,0%                                                             |                                                                            | Raja Krishnamoorthi (D)                                                                                                   |                            |                           |
| Illinois             | 9         | Jan Schakowsky (D)                 | Jan Schakowsky - 73,5%                                       | John Elleson - 26,5%                                                             |                                                                            | Jan Schakowsky (D) |                            |                           |
| Illinois             | 10        | Brad Schneider (D)                 | Brad Schneider - 65,6%                                       | Douglas Bennett - 34,4%                                                          |                                                                            | Brad Schneider (D) |                            |                           |
| Illinois             | 11        | Bill Foster (D)                    | Bill Foster - 63,8%                                          | Nick Stella - 36,2%                                                              |                                                                            | Bill Foster (D) |                            |                           |
| Illinois             | 12        |                                    | Mike Bost (R)                                                | Brendan Kelly - 45,4%                                                            | Mike Bost - 51,6%                                                          | Randall Auxier (V) - 3,0%                                                                                                 |                            | Mike Bost (R)             |
| Illinois             | 13        | Rodney Davis (R)                   | Betsy Londrigan - 49,6%                                      | Rodney Davis - 50,4%                                                             |                                                                            | Rodney Davis (R) |                            |                           |
| Illinois             | 14        | Randy Hultgren (R)                 | Lauren Underwood - 52,5%                                     | Randy Hultgren - 47,5%                                                           |                                                                            | | Lauren Underwood (D)       |                           |
| Illinois             | 15        | John Shimkus (R)                   | Kevin Gaither - 29,1%                                        | John Shimkus - 70,9%                                                             |                                                                            | | John Shimkus (R)           |                           |
| Illinois             | 16        | Adam Kinzinger (R)                 | Sara Dady - 40,9%                                            | Adam Kinzinger - 59,1%                                                           |                                                                            | Adam Kinzinger (R) |                            |                           |
| Illinois             | 17        |                                    | Cheri Bustos (D)                                             | Cheri Bustos - 62,1%                                                             | Bill Fawell - 37,9%                                                        | |                            | Cheri Bustos (D)          |
| Illinois             | 18        |                                    | Darin LaHood (R)                                             | Junius Rodriguez - 32,8%                                                         | Darin LaHood - 67,2%                                                       | |                            | Darin LaHood (R)          |
| Indiana              | 1         |                                    | Pete Visclosky (D)                                           | Pete Visclosky - 65,1%                                                           | Mark Leyva - 34,9%                                                         | |                            | Pete Visclosky (D)        |
| Indiana              | 2         |                                    | Jackie Walorski (R)                                          | Mel Hall - 45,2%                                                                 | Jackie Walorski - 54,8%                                                    | |                            | Jackie Walorski (R)       |
| Indiana              | 3         | Jim Bank (R)                       | Courtney Tritch - 35,3%                                      | Jim Banks - 64,7%                                                                |                                                                            | Jim Banks (R) |                            |                           |
| Indiana              | 4         | Todd Rokita (R)                    | Tobi Beck - 35,9%                                            | Jim Baird - 64,1%                                                                |                                                                            | Jim Baird (R) |                            |                           |
| Indiana              | 5         | Susan Brooks (R)                   | Dee Thornton - 43,2%                                         | Susan Brooks - 56,8%                                                             |                                                                            | Susan Brooks (R) |                            |                           |
| Indiana              | 6         | Luke Messer (R)                    | Jeannine Lake - 32,9%                                        | Greg Pence - 63,8%                                                               |                                                                            | Greg Pence (R) |                            |                           |
| Indiana              | 7         |                                    | André Carson (D)                                             | André Carson - 64,9%                                                             | Wayne Harmon - 35,1%                                                       | |                            | André Carson (D)          |
| Indiana              | 8         |                                    | Larry Bucshon (R)                                            | William Tanoos - 35,6%                                                           | Larry Bucshon - 64,4%                                                      | |                            | Larry Bucshon (R)         |
| Indiana              | 9         | Trey Hollingsworth (R)             | Liz Watson - 43,5%                                           | Trey Hollingsworth - 56,5%                                                       |                                                                            | Trey Hollingsworth (R) |                            |                           |
| Iowa                 | 1         | Rod Blum (R)                       | Abby Finkenauer - 51,0%                                      | Rod Blum - 45,9%                                                                 | Troy Hageman (L) - 3,1%                                                    | | Abby Finkenauer (D)        |                           |
| Iowa                 | 2         |                                    | Dave Loebsack (D)                                            | Dave Loebsack - 54,8%                                                            | Christopher Peters - 42,6%                                                 | Mike Strauss (L) - 2,0% Daniel Clark (I) - 0,6%                                                                           | Dave Loebsack (D)          |                           |
| Iowa                 | 3         |                                    | David Young (R)                                              | Cindy Axne - 49,3%                                                               | David Young - 47,2%                                                        | Bryan Holder (L) - 2,0% Altri - 1,4%                                                                                      | Cindy Axne (D)             |                           |
| Iowa                 | 4         | Steve King (R)                     | J.D. Scholten - 47,0%                                        | Steve King - 50,4%                                                               | Charles Aldrich (L) - 2,0% Edward Peterson (I) - 0,6%                      | | Steve King (R)             |                           |
| Kansas               | 1         | Roger Marshall (R)                 | Alan LaPolice - 31,9%                                        | Roger Marshall - 68,1%                                                           |                                                                            | Roger Marshall (R) |                            |                           |
| Kansas               | 2         | Lynn Jenkins (R)                   | Paul Davis - 46,8%                                           | Steve Watkins - 47,6%                                                            | Kelly Standley (L) - 5,6%                                                  | Steve Watkins (R) |                            |                           |
| Kansas               | 3         | Kevin Yoder (R)                    | Sharice Davids - 53,6%                                       | Kevin Yoder - 43,9%                                                              | Chris Clemmons (L) - 2,5%                                                  | | Sharice Davids (D)         |                           |
| Kansas               | 4         | Ron Estes (R)                      | James Thompson - 40,6%                                       | Ron Estes - 59,4%                                                                |                                                                            | | Ron Estes (R)              |                           |
| Kentucky             | 1         | James Comer (R)                    | Paul Walker - 31,4%                                          | James Comer - 68,6%                                                              |                                                                            | James Comer (R) |                            |                           |
| Kentucky             | 2         | Brett Guthrie (R)                  | Hank Linderman - 31,1%                                       | Brett Guthrie - 66,7%                                                            | Thomas Loecken (I) - 2,2%                                                  | Brett Guthrie (R) |                            |                           |
| Kentucky             | 3         |                                    | John Yarmuth (D)                                             | John Yarmuth - 62,1%                                                             | Vickie Glisson - 36,6%                                                     | Gregory Boles (L) - 1,4%                                                                                                  |                            | John Yarmuth (D)          |
| Kentucky             | 4         |                                    | Thomas Massie (R)                                            | Seth Hall - 34,6%                                                                | Thomas Massie - 62,2%                                                      | Mike Moffett (I) - 3,2%                                                                                                   |                            | Thomas Massie (R)         |
| Kentucky             | 5         | Hal Rogers (R)                     | Kenneth Stepp - 21,1%                                        | Hal Rogers - 78,9%                                                               |                                                                            | Hal Rogers (R) |                            |                           |
| Kentucky             | 6         | Andy Barr (R)                      | Amy McGrath - 47,8%                                          | Andy Barr - 51,0%                                                                | Frank Harris (L) - 0,7% Rikka Wallin (I) - 0,3% James Germalic (I) - 0,2%  | Andy Barr (R) |                            |                           |
| Louisiana            | 1         | Steve Scalise (R)                  | Tammy Savoie - 16,4% Lee Ann Dugas - 6,9% Jim Francis - 3,2% | Steve Scalise - 71,5%                                                            | Howard Kearney (L) - 1,0% Ferd Jones (I) - 0,9%                            | Steve Scalise (R) |                            |                           |
| Louisiana            | 2         |                                    | Cedric Richmond (D)                                          | Cedric Richmond - 80,6%                                                          | -                                                                          | Jesse Schmidt (I) - 8,7% Belden Batiste (I) - 7,3% Shawndra Rodriguez (I) - 3,4%                                          |                            | Cedric Richmond (D)       |
| Louisiana            | 3         |                                    | Clay Higgins (R)                                             | Mimi Methvin - 17,8% Rob Anderson - 5,5% Larry Rader - 3,9% Verone Thomas - 3,2% | Clay Higgins - 55,7% Josh Guillory - 12,8%                                 | Aaron Andrus (L) - 1,2%                                                                                                   |                            | Clay Higgins (R)          |
| Louisiana            | 4         | Mike Johnson (R)                   | Ryan Trundle - 33,6%                                         | Mike Johnson - 64,2%                                                             | Mark Halverson (I) - 2,1%                                                  | Mike Johnson (R) |                            |                           |
| Louisiana            | 5         | Ralph Abraham (R)                  | Jesse Fleenor - 30,0%                                        | Ralph Abraham - 66,5%                                                            | Billy Burkette (I) - 2,0% Kyle Randol (L) - 1,3%                           | Ralph Abraham (R) |                            |                           |
| Louisiana            | 6         | Garret Graves (R)                  | Justin DeWitt - 20,5% Andie Saizan - 8,1%                    | Garret Graves - 69,5%                                                            | Devin Graham (I) - 2,0%                                                    | Garret Graves (R) |                            |                           |
| Maine                | 1         |                                    | Chellie Pingree (D)                                          | Chellie Pingree - 58,7%                                                          | Mark Holbrook - 32,4%                                                      | Martin Grohman (I) - 8,9%                                                                                                 |                            | Chellie Pingree (D)       |
| Maine                | 2         |                                    | Bruce Poliquin (R)                                           | Jared Golden - 50,6%                                                             | Bruce Poliquin - 49,4%                                                     | - | Jared Golden (D)           |                           |
| Maryland             | 1         | Andy Harris (R)                    | Jesse Colvin - 38,1%                                         | Andy Harris - 60,0%                                                              | Jenica Martin (L) - 1,9%                                                   | | Andy Harris (R)            |                           |
| Maryland             | 2         |                                    | Dutch Ruppersberger (D)                                      | Dutch Ruppersberger - 66,1%                                                      | Liz Matory - 30,7%                                                         | Guy Mimoun (V) - 3,2% |                            | Dutch Ruppersberger (D)   |
| Maryland             | 3         | John Sarbanes (D)                  | John Sarbanes - 69,2%                                        | Charles Anthony - 28,3%                                                          | David Lashar (L) - 2,5%                                                    | John Sarbanes (D) |                            |                           |
| Maryland             | 4         | Anthony Brown (D)                  | Anthony Brown - 78,1%                                        | George McDermott - 19,9%                                                         | David Bishop (L) - 2,0%                                                    | Anthony Brown (D) |                            |                           |
| Maryland             | 5         | Steny Hoyer (D)                    | Steny Hoyer - 70,4%                                          | William Devine - 27,1%                                                           | Pat Elder (V) - 1,3% Jacob Pulcher (L) - 1,2%                              | Steny Hoyer (D) |                            |                           |
| Maryland             | 6         | John Delaney (D)                   | David Trone - 59,0%                                          | Amie Hoeber - 38,0%                                                              | Kevin Caldwell (L) - 1,8% George Gluck (V) - 1,2%                          | David Trone (D) |                            |                           |
| Maryland             | 7         | Elijah Cummings (D)                | Elijah Cummings - 76,5%                                      | Richmond Davis - 21,3%                                                           | Swami Swaminathan (I) - 2,2%                                               | Elijah Cummings (D) |                            |                           |
| Maryland             | 8         | Jamie Raskin (D)                   | Jamie Raskin - 68,2%                                         | John Walsh - 30,3%                                                               | Jasen Wunder (L) - 1,5%                                                    | Jamie Raskin (D) |                            |                           |
| Massachusetts        | 1         | Richard Neal (D)                   | Richard Neal                                                 | -                                                                                |                                                                            | Richard Neal (D) |                            |                           |
| Massachusetts        | 2         | Jim McGovern (D)                   | Jim McGovern - 67,2%                                         | Tracy Lovvorn - 32,8%                                                            |                                                                            | Jim McGovern (D) |                            |                           |
| Massachusetts        | 3         | Niki Tsongas (D)                   | Lori Trahan - 62,0%                                          | Rick Green - 33,5%                                                               | Michael Mullen (I) - 4,5%                                                  | Lori Trahan (D) |                            |                           |
| Massachusetts        | 4         | Joe Kennedy (D)                    | Joe Kennedy                                                  | -                                                                                |                                                                            | Joe Kennedy (D) |                            |                           |
| Massachusetts        | 5         | Katherine Clark (D)                | Katherine Clark - 75,9%                                      | John Hugo - 24,1%                                                                |                                                                            | Katherine Clark (D) |                            |                           |
| Massachusetts        | 6         | Seth Moulton (D)                   | Seth Moulton - 65,2%                                         | Joseph Schneider - 31,4%                                                         | Mary Jean Charbonneau (I) - 3,4%                                           | Seth Moulton (D) |                            |                           |
| Massachusetts        | 7         | Mike Capuano (D)                   | Ayanna Pressley                                              | -                                                                                |                                                                            | Ayanna Pressley (D) |                            |                           |
| Massachusetts        | 8         | Stephen Lynch (D)                  | Stephen Lynch                                                | -                                                                                |                                                                            | Stephen Lynch (D) |                            |                           |
| Massachusetts        | 9         | Bill Keating (D)                   | Bill Keating - 59,4%                                         | Peter Tedeschi - 40,6%                                                           |                                                                            | Bill Keating (D) |                            |                           |
| Michigan             | 1         |                                    | Jack Bergman (R)                                             | Matt Morgan - 43,7%                                                              | Jack Bergman - 56,3%                                                       | |                            | Jack Bergman (R)          |
| Michigan             | 2         | Bill Huizenga (R)                  | Rob Davidson - 43,0%                                         | Bill Huizenga - 55,3%                                                            | Ronald Graeser - 1,7%                                                      | Bill Huizenga (R) |                            |                           |
| Michigan             | 3         | Justin Amash (R)                   | Cathy Albro - 43,2%                                          | Justin Amash - 54,4%                                                             | Ted Gerrard - 2,4%                                                         | Justin Amash (R) |                            |                           |
| Michigan             | 4         | John Moolenaar (R)                 | Jerry Hilliard - 37,4%                                       | John Moolenaar - 62,6%                                                           |                                                                            | John Moolenaar (R) |                            |                           |
| Michigan             | 5         |                                    | Dan Kildee (D)                                               | Dan Kildee - 59,5%                                                               | Travis Wines - 35,9%                                                       | Kathy Goodwin - 4,6% |                            | Dan Kildee (D)            |
| Michigan             | 6         |                                    | Fred Upton (R)                                               | Matt Longjohn - 45,7%                                                            | Fred Upton - 50,2%                                                         | Stephen Young - 4,1% |                            | Fred Upton (R)            |
| Michigan             | 7         | Tim Walberg (R)                    | Gretchen Driskell - 46,2%                                    | Tim Walberg - 53,8%                                                              |                                                                            | Tim Walberg (R) |                            |                           |
| Michigan             | 8         | Mike Bishop (R)                    | Elissa Slotkin - 50,6%                                       | Mike Bishop - 46,8%                                                              | Brian Ellison (L) - 1,8% David Lillis - 0,8%                               | | Elissa Slotkin (D)         |                           |
| Michigan             | 9         |                                    | Sander Levin (D)                                             | Andy Levin - 59,6%                                                               | Candius Stearns - 36,8%                                                    | Andrea Kirby - 2,2% John McDermott (V) - 1,3%                                                                             | Andy Levin (D)             |                           |
| Michigan             | 10        |                                    | Paul Mitchell (R)                                            | Kimberly Bizon - 35,0%                                                           | Paul Mitchell - 60,3%                                                      | Jeremy Peruski (I) - 3,8% Harley Mikkelson (V) - 1,0%                                                                     |                            | Paul Mitchell (R)         |
| Michigan             | 11        | Dave Trott (R)                     | Haley Stevens - 51,8%                                        | Lena Epstein - 45,2%                                                             | Leonard Schwartz (L) - 1,7% Cooper Nye (I) - 1,3%                          | | Haley Stevens (D)          |                           |
| Michigan             | 12        |                                    | Debbie Dingell (D)                                           | Debbie Dingell - 68,1%                                                           | Jeff Jones - 28,9%                                                         | Gary Walkowicz - 2,3% Niles Niemuth (I) - 0,8%                                                                            | Debbie Dingell (D)         |                           |
| Michigan             | 13        | John Conyers (D)                   | Rashida Tlaib - 84,6%                                        | -                                                                                | Sam Johnson - 11,3% Etta Wilcoxon (V) - 4,1%                               | Rashida Tlaib (D) |                            |                           |
| Michigan             | 14        | Brenda Lawrence (D)                | Brenda Lawrence - 80,9%                                      | Marc Herschfus - 17,3%                                                           | Philip Kolody - 1,4%                                                       | Brenda Lawrence (D) |                            |                           |
| Minnesota            | 1         | Tim Walz (D)                       | Dan Feehan - 49,8%                                           | Jim Hagedorn - 50,2%                                                             |                                                                            | | Jim Hagedorn (R)           |                           |
| Minnesota            | 2         |                                    | Jason Lewis (R)                                              | Angie Craig - 52,8%                                                              | Jason Lewis - 47,2%                                                        | |                            | Angie Craig (D)           |
| Minnesota            | 3         | Erik Paulsen (R)                   | Dean Phillips - 55,7%                                        | Erik Paulsen - 44,3%                                                             |                                                                            | Dean Phillips (D) |                            |                           |
| Minnesota            | 4         |                                    | Betty McCollum (D)                                           | Betty McCollum - 66,0%                                                           | Greg Ryan - 29,8%                                                          | Susan Pendergast Sindt - 4,2%                                                                                             | Betty McCollum (D)         |                           |
| Minnesota            | 5         | Keith Ellison (D)                  | Ilhan Omar - 78,2%                                           | Jennifer Zielinski - 21,8%                                                       |                                                                            | Ilhan Omar (D) |                            |                           |
| Minnesota            | 6         |                                    | Tom Emmer (R)                                                | Ian Todd - 38,8%                                                                 | Tom Emmer - 61,2%                                                          | |                            | Tom Emmer (R)             |
| Minnesota            | 7         |                                    | Collin Peterson (D)                                          | Collin Peterson - 52,1%                                                          | Dave Hughes - 47,9%                                                        | |                            | Collin Peterson (D)       |
| Minnesota            | 8         | Rick Nolan (D)                     | Joe Radinovich - 45,2%                                       | Pete Stauber - 50,7%                                                             | Skip Sandman - 4,1%                                                        | | Pete Stauber (R)           |                           |
| Mississippi          | 1         |                                    | Trent Kelly (R)                                              | Randy Wadkins - 324%                                                             | Trent Kelly - 66,9%                                                        | Tracella O'Hara Hill - 0,7%                                                                                               | Trent Kelly (R)            |                           |
| Mississippi          | 2         |                                    | Bennie Thompson (D)                                          | Bennie Thompson - 71,8%                                                          | -                                                                          | Troy Ray (I) - 21,7% Irving Harris - 6,5%                                                                                 |                            | Bennie Thompson (D)       |
| Mississippi          | 3         |                                    | Gregg Harper (R)                                             | Michael Evans - 36,7%                                                            | Michael Guest - 62,3%                                                      | Matthew Holland - 1,0% |                            | Michael Guest (R)         |
| Mississippi          | 4         | Steven Palazzo (R)                 | Jeramey Anderson - 30,7%                                     | Steven Palazzo - 68,2%                                                           | Lajena Sheets - 1,0%                                                       | Steven Palazzo (R) |                            |                           |
| Missouri             | 1         |                                    | Lacy Clay (D)                                                | Lacy Clay - 80,1%                                                                | Robert Vroman - 16,7%                                                      | Robb Cunningham (L) - 3,2%                                                                                                |                            | Lacy Clay (D)             |
| Missouri             | 2         |                                    | Ann Wagner (R)                                               | Cort VanOstran - 47,2%                                                           | Ann Wagner - 51,2%                                                         | Larry Kirk (L) - 1,1% David Arnold (V) - 0,5%                                                                             |                            | Ann Wagner (R)            |
| Missouri             | 3         | Blaine Luetkemeyer (R)             | Katy Geppert - 32,8%                                         | Blaine Luetkemeyer - 65,1%                                                       | Donald Stolle (L) - 2,1%                                                   | Blaine Luetkemeyer (R) |                            |                           |
| Missouri             | 4         | Vicky Hartzler (R)                 | Renee Hoagenson - 32,7%                                      | Vicky Hartzler - 64,8%                                                           | Mark Bliss (L) - 2,4%                                                      | Vicky Hartzler (R) |                            |                           |
| Missouri             | 5         |                                    | Emanuel Cleaver (D)                                          | Emanuel Cleaver - 61,7%                                                          | Jacob Turk - 35,5%                                                         | Alexander Howell (L) - 1,7% Maurice Copeland (V) - 0,7% E. C. Fredland (C) - 0,3%                                         |                            | Emanuel Cleaver (D)       |
| Missouri             | 6         |                                    | Sam Graves (R)                                               | Henry Martin - 32,0%                                                             | Sam Graves - 65,4%                                                         | Dan Hogan (L) - 2,6% |                            | Sam Graves (R)            |
| Missouri             | 7         | Billy Long (R)                     | Jamie Schoolcraft - 30,1%                                    | Billy Long - 66,2%                                                               | Benjamin Brixey (L) - 3,7%                                                 | Billy Long (R) |                            |                           |
| Missouri             | 8         | Jason Smith (R)                    | Kathy Ellis - 25,0%                                          | Jason Smith - 73,4%                                                              | Jonathan Shell (L) - 1,6%                                                  | Jason Smith (R) |                            |                           |
| Montana              | Unico     | Greg Gianforte (R)                 | Kathleen Williams - 46,2%                                    | Greg Gianforte - 50,9%                                                           | Elinor Swanson (L) - 2,9%                                                  | Greg Gianforte (R) |                            |                           |
| Nebraska             | 1         | Jeff Fortenberry (R)               | Jessica McClure - 39,6%                                      | Jeff Fortenberry - 60,4%                                                         |                                                                            | Jeff Fortenberry (R) |                            |                           |
| Nebraska             | 2         | Don Bacon (R)                      | Kara Eastman - 49,0%                                         | Don Bacon - 51,0%                                                                |                                                                            | Don Bacon (R) |                            |                           |
| Nebraska             | 3         | Adrian Smith (R)                   | Paul Theobald - 23,3%                                        | Adrian Smith - 76,7%                                                             |                                                                            | Adrian Smith (R) |                            |                           |
| Nevada               | 1         |                                    | Dina Titus (D)                                               | Dina Titus - 66,2%                                                               | Joyce Bentley - 30,9%                                                      | Dan Garfield - 1,6% Robert Strawder (L) - 1,4%                                                                            |                            | Dina Titus (D)            |
| Nevada               | 2         |                                    | Mark Amodei (R)                                              | Clint Koble - 41,8%                                                              | Mark Amodei - 58,2%                                                        | |                            | Mark Amodei (R)           |
| Nevada               | 3         |                                    | Jacky Rosen (D)                                              | Susie Lee - 51,9%                                                                | Danny Tarkanian - 42,8%                                                    | Steve Brown (L) - 1,6% Altri - 3,7%                                                                                       |                            | Susie Lee (D)             |
| Nevada               | 4         | Ruben Kihuen (D)                   | Steven Horsford - 51,9%                                      | Cresent Hardy - 43,7%                                                            | Warren Markowitz - 1,4% Altri - 3,0%                                       | Steven Horsford (D) |                            |                           |
| New Hampshire        | 1         | Carol Shea-Porter (D)              | Chris Pappas - 53,6%                                         | Eddie Edwards - 45,0%                                                            | Dan Belforti (L) - 1,4%                                                    | Chris Pappas (D) |                            |                           |
| New Hampshire        | 2         | Ann McLane Kuster (D)              | Ann McLane Kuster - 55,6%                                    | Steven Negron - 42,2%                                                            | Justin O'Donnell (L) - 2,2%                                                | Ann McLane Kuster (D) |                            |                           |
| New Jersey           | 1         | Donald Norcross (D)                | Donald Norcross - 64,4%                                      | Paul Dilks - 33,3%                                                               | Robert Shapiro (I) - 1,1% Paul Hamlin (I) - 0,9% Mohammad Kabir (I) - 0,4% | Donald Norcross (D) |                            |                           |
| New Jersey           | 2         |                                    | Frank LoBiondo (R)                                           | Jeff Van Drew - 52,9%                                                            | Seth Grossman - 45,2%                                                      | Indipendenti - 1,8% | Jeff Van Drew (D)          |                           |
| New Jersey           | 3         | Tom MacArthur (R)                  | Andy Kim - 50,0%                                             | Tom MacArthur - 48,7%                                                            | Lawrence Berlinski (I) - 1,3%                                              | Andy Kim (D) |                            |                           |
| New Jersey           | 4         | Chris Smith (R)                    | Josh Welle - 43,1%                                           | Chris Smith - 55,4%                                                              | Indipendenti - 1,6%                                                        | | Chris Smith (R)            |                           |
| New Jersey           | 5         |                                    | Josh Gottheimer (D)                                          | Josh Gottheimer - 56,2%                                                          | John McCann - 42,5%                                                        | James Tosone (I) - 0,7% Wendy Goetz (I) - 0,6%                                                                            |                            | Josh Gottheimer (D)       |
| New Jersey           | 6         | Frank Pallone (D)                  | Frank Pallone - 63,6%                                        | Rich Pezzullo - 36,4%                                                            |                                                                            | Frank Pallone (D) |                            |                           |
| New Jersey           | 7         |                                    | Leonard Lance (R)                                            | Tom Malinowski - 51,7%                                                           | Leonard Lance - 46,7%                                                      | Diane Moxley (V) - 0,8% Gregg Mele (I) - 0,7%                                                                             | Tom Malinowski (D)         |                           |
| New Jersey           | 8         |                                    | Albio Sires (D)                                              | Albio Sires - 78,1%                                                              | John Muniz - 18,7%                                                         | | Albio Sires (D)            |                           |
| New Jersey           | 9         | Bill Pascrell (D)                  | Bill Pascrell - 70,3%                                        | Eric Fisher - 28,9%                                                              | Claudio Belusic (I) - 0,8%                                                 | Bill Pascrell (D) |                            |                           |
| New Jersey           | 10        | Donald Payne, Jr. (D)              | Donald Payne, Jr. - 87,6%                                    | Agha Khan - 10,1%                                                                | Indipendenti - 2,3%                                                        | Donald Payne, Jr. (D) |                            |                           |
| New Jersey           | 11        |                                    | Rodney Frelinghuysen (R)                                     | Mikie Sherrill - 56,8%                                                           | Jay Webber - 42,1%                                                         | Indipendenti - 1,1% | Mikie Sherrill (D)         |                           |
| New Jersey           | 12        |                                    | Bonnie Watson Coleman (D)                                    | Bonnie Watson Coleman - 68,7%                                                    | Daryl Kipnis - 31,3%                                                       | | Bonnie Watson Coleman (D)  |                           |
| New York             | 1         |                                    | Lee Zeldin (R)                                               | Perry Gershon - 47,4%                                                            | Lee Zeldin - 51,5%                                                         | Kate Browning - 1,1% |                            | Lee Zeldin (R)            |
| New York             | 2         | Peter King (R)                     | Liuba Grechen Shirley - 46,9%                                | Peter King - 53,1%                                                               |                                                                            | Peter King (R) |                            |                           |
| New York             | 3         |                                    | Tom Suozzi (D)                                               | Tom Suozzi - 59,0%                                                               | Dan DeBono - 41,0%                                                         | |                            | Tom Suozzi (D)            |
| New York             | 4         | Kathleen Rice (D)                  | Kathleen Rice - 61,3%                                        | Ameer Benno - 38,7%                                                              |                                                                            | Kathleen Rice (D) |                            |                           |
| New York             | 5         | Gregory Meeks (D)                  | Gregory Meeks                                                | -                                                                                |                                                                            | Gregory Meeks (D) |                            |                           |
| New York             | 6         | Grace Meng (D)                     | Grace Meng - 90,9%                                           | -                                                                                | Tom Hillgardner (V) - 9,1%                                                 | Grace Meng (D) |                            |                           |
| New York             | 7         | Nydia Velázquez (D)                | Nydia Velázquez - 93,4%                                      | -                                                                                | Joseph Lieberman (C) - 5,5% Jeff Kurzon - 1,1%                             | Nydia Velázquez (D) |                            |                           |
| New York             | 8         | Hakeem Jeffries (D)                | Hakeem Jeffries - 94,2%                                      | -                                                                                | Ernest Johnson (C) - 5,2% Jessica White - 0,5%                             | Hakeem Jeffries (D) |                            |                           |
| New York             | 9         | Yvette Clarke (D)                  | Yvette Clarke - 89,3%                                        | Lutchi Gayot - 10,3%                                                             | Joel Anabilah-Azumah - 0,4%                                                | Yvette Clarke (D) |                            |                           |
| New York             | 10        | Jerry Nadler (D)                   | Jerry Nadler - 82,1%                                         | Naomi Levin - 17,9%                                                              |                                                                            | Jerry Nadler (D) |                            |                           |
| New York             | 11        |                                    | Dan Donovan (R)                                              | Max Rose - 53,0%                                                                 | Dan Donovan - 46,6%                                                        | Henry Bardel (V) - 0,4%                                                                                                   | Max Rose (D)               |                           |
| New York             | 12        |                                    | Carolyn Maloney (D)                                          | Carolyn Maloney - 86,4%                                                          | Eliot Rabin - 12,1%                                                        | Scott Hutchins (V) - 1,5%                                                                                                 | Carolyn Maloney (D)        |                           |
| New York             | 13        | Adriano Espaillat (D)              | Adriano Espaillat - 94,6%                                    | Jineea Butler - 5,4%                                                             |                                                                            | Adriano Espaillat (D) |                            |                           |
| New York             | 14        | Joe Crowley (D)                    | Alexandria Ocasio-Cortez - 78,2%                             | Anthony Pappas - 13,6%                                                           | Joe Crowley - 6,6% Elizabeth Perri - 1,6%                                  | Alexandria Ocasio-Cortez (D)                                                                                              |                            |                           |
| New York             | 15        | José Serrano (D)                   | José Serrano - 96,0%                                         | Jason Gonzalez - 4,0%                                                            |                                                                            | José Serrano (D) |                            |                           |
| New York             | 16        | Eliot Engel (D)                    | Eliot Engel                                                  | -                                                                                |                                                                            | Eliot Engel (D) |                            |                           |
| New York             | 17        | Nita Lowey (D)                     | Nita Lowey - 88,0%                                           | -                                                                                | Joe Ciardullo - 12,0%                                                      | Nita Lowey (D) |                            |                           |
| New York             | 18        | Sean Patrick Maloney (D)           | Sean Patrick Maloney - 55,5%                                 | James O'Donnell - 44,5%                                                          |                                                                            | Sean Patrick Maloney (D)                                                                                                  |                            |                           |
| New York             | 19        |                                    | John Faso (R)                                                | Antonio Delgado - 51,4%                                                          | John Faso - 46,2%                                                          | Steven Greenfield (V) - 1,5% Diane Neal (I) - 1,0%                                                                        | Antonio Delgado (D)        |                           |
| New York             | 20        |                                    | Paul Tonko (D)                                               | Paul Tonko - 66,5%                                                               | Francis Vitollo - 33,5%                                                    | | Paul Tonko (D)             |                           |
| New York             | 21        |                                    | Elise Stefanik (R)                                           | Tedra Cobb - 42,4%                                                               | Elise Stefanik - 56,1%                                                     | Lynn Kahn (V) - 1,5% |                            | Elise Stefanik (R)        |
| New York             | 22        | Claudia Tenney (R)                 | Anthony Brindisi - 50,9%                                     | Claudia Tenney - 49,1%                                                           |                                                                            | | Anthony Brindisi (D)       |                           |
| New York             | 23        | Tom Reed (R)                       | Tracy Mitrano - 45,8%                                        | Tom Reed - 54,2%                                                                 |                                                                            | | Tom Reed (R)               |                           |
| New York             | 24        | John Katko (R)                     | Dana Balter - 47,4%                                          | John Katko - 52,6%                                                               |                                                                            | John Katko (R) |                            |                           |
| New York             | 25        |                                    | Louise Slaughter (D)                                         | Joseph Morelle - 59,0%                                                           | Jim Maxwell - 41,0%                                                        | |                            | Joseph Morelle (D)        |
| New York             | 26        | Brian Higgins (D)                  | Brian Higgins - 73,3%                                        | Renee Zeno - 26,7%                                                               |                                                                            | Brian Higgins (D) |                            |                           |
| New York             | 27        |                                    | Chris Collins (R)                                            | Nate McMurray - 48,8%                                                            | Chris Collins - 49,1%                                                      | Larry Piegza - 2,1% |                            | Chris Collins (R)         |
| Nuovo Messico        | 1         |                                    | Michelle Lujan Grisham (D)                                   | Debra Haaland - 59,1%                                                            | Janice Arnold-Jones - 36,3%                                                | Lloyd Princeton (L) - 4,6%                                                                                                |                            | Debra Haaland (D)         |
| Nuovo Messico        | 2         |                                    | Steve Pearce (R)                                             | Xochitl Torres Small - 50,9%                                                     | Yvette Herrell - 49,1%                                                     | | Xochitl Torres Small (D)   |                           |
| Nuovo Messico        | 3         |                                    | Ben Ray Luján (D)                                            | Ben Ray Luján - 63,4%                                                            | Jerald McFall - 31,2%                                                      | Christopher Manning (L) - 5,4%                                                                                            | Ben Ray Luján (D)          |                           |
| Ohio                 | 1         |                                    | Steve Chabot (R)                                             | Aftab Pureval - 46,9%                                                            | Steve Chabot - 51,3%                                                       | Dirk Kubala (L) - 1,8% |                            | Steve Chabot (R)          |
| Ohio                 | 2         | Brad Wenstrup (R)                  | Jill Schiller - 41,2%                                        | Brad Wenstrup - 57,6%                                                            | James Condit (V) - 1,2%                                                    | Brad Wenstrup (R) |                            |                           |
| Ohio                 | 3         |                                    | Joyce Beatty (D)                                             | Joyce Beatty - 73,6%                                                             | James Burgess - 26,4%                                                      | |                            | Joyce Beatty (D)          |
| Ohio                 | 4         |                                    | Jim Jordan (R)                                               | Janet Garrett - 34,7%                                                            | Jim Jordan - 65,3%                                                         | |                            | Jim Jordan (R)            |
| Ohio                 | 5         | Bob Latta (R)                      | Michael Galbraith - 35,1%                                    | Bob Latta - 62,3%                                                                | Don Kissick (L) - 2,6%                                                     | Bob Latta (R) |                            |                           |
| Ohio                 | 6         | Bill Johnson (R)                   | Shawna Roberts - 30,7%                                       | Bill Johnson - 69,3%                                                             |                                                                            | Bill Johnson (R) |                            |                           |
| Ohio                 | 7         | Bob Gibbs (R)                      | Ken Harbaugh - 41,3%                                         | Bob Gibbs - 58,7%                                                                |                                                                            | Bob Gibbs (R) |                            |                           |
| Ohio                 | 8         | Warren Davidson (R)                | Vanessa Enoch - 33,4%                                        | Warren Davidson - 66,6%                                                          |                                                                            | Warren Davidson (R) |                            |                           |
| Ohio                 | 9         |                                    | Marcy Kaptur (D)                                             | Marcy Kaptur - 67,8%                                                             | Steve Kraus - 32,2%                                                        | |                            | Marcy Kaptur (D)          |
| Ohio                 | 10        |                                    | Mike Turner (R)                                              | Theresa Gasper - 42,2%                                                           | Mike Turner - 55,9%                                                        | David Harlow (L) - 1,9%                                                                                                   |                            | Mike Turner (R)           |
| Ohio                 | 11        |                                    | Marcia Fudge (D)                                             | Marcia Fudge - 82,2%                                                             | Beverly Goldstein - 17,8%                                                  | |                            | Marcia Fudge (D)          |
| Ohio                 | 12        |                                    | Troy Balderson (R)                                           | Danny O'Connor - 47,2%                                                           | Troy Balderson - 51,4%                                                     | Joseph Manchik (V) - 1,4%                                                                                                 |                            | Troy Balderson (R)        |
| Ohio                 | 13        |                                    | Tim Ryan (D)                                                 | Tim Ryan - 61,0%                                                                 | Chris DePizzo - 39,0%                                                      | |                            | Tim Ryan (D)              |
| Ohio                 | 14        |                                    | David Joyce (R)                                              | Betsy Rader - 44,8%                                                              | David Joyce - 55,2%                                                        | |                            | David Joyce (R)           |
| Ohio                 | 15        | Steve Stivers (R)                  | Rick Neal - 39,7%                                            | Steve Stivers - 58,3%                                                            | Johnathan Miller (L) - 2,0%                                                | Steve Stivers (R) |                            |                           |
| Ohio                 | 16        | Jim Renacci (R)                    | Susan Moran Palmer - 43,3%                                   | Anthony Gonzalez - 56,7%                                                         |                                                                            | Anthony Gonzalez (R) |                            |                           |
| Oklahoma             | 1         | Jim Bridenstine (R)                | Tim Gilpin - 40,7%                                           | Kevin Hern - 59,3%                                                               |                                                                            | Kevin Hern (R) |                            |                           |
| Oklahoma             | 2         | Markwayne Mullin (R)               | Jason Nichols - 30,1%                                        | Markwayne Mullin - 65,0%                                                         | John Foreman (I) - 3,0% Richard Castaldo (L) -1,9%                         | Markwayne Mullin (R) |                            |                           |
| Oklahoma             | 3         | Frank Lucas (R)                    | Frankie Robbins - 26,1%                                      | Frank Lucas - 73,9%                                                              |                                                                            | Frank Lucas (R) |                            |                           |
| Oklahoma             | 4         | Tom Cole (R)                       | Mary Brannon - 33,0%                                         | Tom Cole - 63,1%                                                                 | Ruby Peters (I) - 3,9%                                                     | Tom Cole (R) |                            |                           |
| Oklahoma             | 5         | Steve Russell (R)                  | Kendra Horn - 50,7%                                          | Steve Russell - 49,3%                                                            |                                                                            | | Kendra Horn (D)            |                           |
| Oregon               | 1         |                                    | Suzanne Bonamici (D)                                         | Suzanne Bonamici - 63,7%                                                         | John Verbeek - 32,1%                                                       | Drew Layda (V) - 4,2% | Suzanne Bonamici (D)       |                           |
| Oregon               | 2         |                                    | Greg Walden (R)                                              | Jamie McLeod-Skinner - 39,4%                                                     | Greg Walden - 56,3%                                                        | Mark Roberts (I) - 4,2%                                                                                                   |                            | Greg Walden (R)           |
| Oregon               | 3         |                                    | Earl Blumenauer (D)                                          | Earl Blumenauer - 72,7%                                                          | Tom Harrison - 19,9%                                                       | Marc Koller (I) - 5,5% Gary Dye (L) - 1,5% Michael Marsh - 0,4%                                                           |                            | Earl Blumenauer (D)       |
| Oregon               | 4         | Peter DeFazio (D)                  | Peter DeFazio - 56,0%                                        | Art Robinson - 40,9%                                                             | Mike Beilstein (V) - 1,6% Richard Johnson (L) - 1,4%                       | Peter DeFazio (D) |                            |                           |
| Oregon               | 5         | Kurt Schrader (D)                  | Kurt Schrader - 55,1%                                        | Mark Callahan - 41,9%                                                            | Dan Souza (L) - 1,7% Marvin Sandnes (V) - 1,3%                             | Kurt Schrader (D) |                            |                           |
| Pennsylvania         | 1         | Bob Brady (D)                      | Scott Wallace - 48,7%                                        | Brian Fitzpatrick - 51,3%                                                        |                                                                            | | Brian Fitzpatrick (R)      |                           |
| Pennsylvania         | 2         | Dwight Evans (D)                   | Brendan Boyle - 79,0%                                        | David Torres - 21,0%                                                             |                                                                            | | Brendan Boyle (D)          |                           |
| Pennsylvania         | 3         |                                    | Mike Kelly (R)                                               | Dwight Evans - 93,4%                                                             | Bryan Leib - 6,6%                                                          | | Dwight Evans (D)           |                           |
| Pennsylvania         | 4         | Scott Perry (R)                    | Madeleine Dean - 63,5%                                       | Dan David - 36,5%                                                                |                                                                            | Madeleine Dean (D) |                            |                           |
| Pennsylvania         | 5         | Glenn Thompson (R)                 | Mary Scanlon - 65,2%                                         | Pearl Kim - 34,8%                                                                |                                                                            | Mary Scanlon (D) |                            |                           |
| Pennsylvania         | 6         | Ryan Costello (R)                  | Chrissy Houlahan - 58,9%                                     | Greg McCauley - 41,1%                                                            |                                                                            | Chrissy Houlahan (D) |                            |                           |
| Pennsylvania         | 7         | Pat Meehan (R)                     | Susan Wild - 53,5%                                           | Marty Nothstein - 43,5%                                                          | Tom Silfies (L) - 3,0%                                                     | Susan Wild (D) |                            |                           |
| Pennsylvania         | 8         | Brian Fitzpatrick (R)              | Matt Cartwright - 54,6%                                      | John Chrin - 45,4%                                                               |                                                                            | Matt Cartwright (D) |                            |                           |
| Pennsylvania         | 9         | Bill Shuster (R)                   | Denny Wolff - 40,3%                                          | Dan Meuser - 59,7%                                                               |                                                                            | | Dan Meuser (R)             |                           |
| Pennsylvania         | 10        | Tom Marino (R)                     | George Scott - 48,7%                                         | Scott Perry - 51,3%                                                              |                                                                            | Scott Perry (R) |                            |                           |
| Pennsylvania         | 11        | Lou Barletta (R)                   | Jess King - 41,0%                                            | Lloyd Smucker - 59,0%                                                            |                                                                            | Lloyd Smucker (R) |                            |                           |
| Pennsylvania         | 12        | Keith Rothfus (R)                  | Marc Friedenberg - 34,0%                                     | Tom Marino - 66,0%                                                               |                                                                            | Tom Marino (R) |                            |                           |
| Pennsylvania         | 13        |                                    | Brendan Boyle (D)                                            | Brent Ottaway - 29,5%                                                            | John Joyce - 70,5%                                                         | | John Joyce (R)             |                           |
| Pennsylvania         | 14        | Mike Doyle (D)                     | Bibiana Boerio - 42,1%                                       | Guy Reschenthaler - 57,9%                                                        |                                                                            | Guy Reschenthaler (R) |                            |                           |
| Pennsylvania         | 15        | Charlie Dent (R)                   | Susan Boser - 32,2%                                          | Glenn Thompson - 67,8%                                                           |                                                                            | Glenn Thompson (R) |                            |                           |
| Pennsylvania         | 16        | Lloyd Smucker (R)                  | Ron DiNicola - 47,3%                                         | Mike Kelly - 51,6%                                                               | Bill Beeman (L) - 1,1%                                                     | Mike Kelly (R) |                            |                           |
| Pennsylvania         | 17        |                                    | Matt Cartwright (D)                                          | Conor Lamb - 56,3%                                                               | Keith Rothfus - 43,7%                                                      | |                            | Conor Lamb (D)            |
| Pennsylvania         | 18        | Conor Lamb (D)                     | Mike Doyle                                                   | -                                                                                |                                                                            | Mike Doyle (D) |                            |                           |
| Rhode Island         | 1         | David Cicilline (D)                | David Cicilline - 66,9%                                      | Patrick Donovan - 33,1%                                                          |                                                                            | David Cicilline (D |                            |                           |
| Rhode Island         | 2         | James Langevin (D)                 | James Langevin - 63,6%                                       | Sal Caiozzo - 36,4%                                                              |                                                                            | James Langevin (D) |                            |                           |
| Tennessee            | 1         |                                    | Phil Roe (R)                                                 | Marty Olsen - 21,0%                                                              | Phil Roe - 77,1%                                                           | Michael Salyer (I) - 1,9%                                                                                                 |                            | Phil Roe (R)              |
| Tennessee            | 2         | Jimmy Duncan (R)                   | Renee Hoyos - 33,1%                                          | Tim Burchett - 65,9%                                                             | Altri - 1,0%                                                               | Tim Burchett (R) |                            |                           |
| Tennessee            | 3         | Chuck Fleischmann (R)              | Danielle Mitchell - 34,5%                                    | Chuck Fleischmann - 63,7%                                                        | Rick Tyler (I) - 1,8%                                                      | Chuck Fleischmann (R) |                            |                           |
| Tennessee            | 4         | Scott DesJarlais (R)               | Mariah Phillips - 33,6%                                      | Scott DesJarlais - 63,4%                                                         | Michael Shupe (I) - 3,0%                                                   | Scott DesJarlais (R) |                            |                           |
| Tennessee            | 5         |                                    | Jim Cooper (D)                                               | Jim Cooper - 67,8%                                                               | Jody Ball - 32,2%                                                          | |                            | Jim Cooper (D)            |
| Tennessee            | 6         |                                    | Diane Black (R)                                              | Dawn Barlow - 28,3%                                                              | John Rose - 69,5%                                                          | David Ross (L) - 1,4% Lloyd Dunn (I) - 0,9%                                                                               |                            | John Rose (R)             |
| Tennessee            | 7         | Marsha Blackburn (R)               | Justin Kanew - 32,1%                                         | Mark Green - 66,9%                                                               | Lenny Ladner (I) - 0,6% Brent Legendre (I) -0,4%                           | Mark Green (R) |                            |                           |
| Tennessee            | 8         | David Kustoff (R)                  | Erika Pearson - 30,1%                                        | David Kustoff - 67,7%                                                            | James Hart (I) - 2,2%                                                      | David Kustoff (R) |                            |                           |
| Tennessee            | 9         |                                    | Steve Cohen (D)                                              | Steve Cohen - 80,0%                                                              | Charlotte Bergmann - 19,2%                                                 | Leo AwGoWhat (I) - 0,8%                                                                                                   |                            | Steve Cohen (D)           |
| Texas                | 1         |                                    | Louie Gohmert (R)                                            | Shirley McKellar - 26,3%                                                         | Louie Gohmert - 72,3%                                                      | Jeff Callaway (L) - 1,4%                                                                                                  |                            | Louie Gohmert (R)         |
| Texas                | 2         | Ted Poe (R)                        | Todd Litton - 45,6%                                          | Dan Crenshaw - 52,8%                                                             | Patrick Gunnels (L) - 0,9% Scott Cubbler (I) - 0,7%                        | Dan Crenshaw (R) |                            |                           |
| Texas                | 3         | Sam Johnson (R)                    | Lorie Burch - 44,3%                                          | Van Taylor - 54,3%                                                               | Christopher Claytor (L) - 1,4%                                             | Van Taylor (R) |                            |                           |
| Texas                | 4         | John Ratcliffe (R)                 | Catherine Krantz - 23,0%                                     | John Ratcliffe - 75,7%                                                           | Ken Ashby (L) - 1,3%                                                       | John Ratcliffe (R) |                            |                           |
| Texas                | 5         | Jeb Hensarling (R)                 | Dan Wood - 37,6%                                             | Lance Gooden - 62,4%                                                             |                                                                            | Lance Gooden (R) |                            |                           |
| Texas                | 6         | Joe Barton (R)                     | Jana Lynne Sanchez - 45,4%                                   | Ron Wright - 53,1%                                                               | Jason Allen Harber (L) - 1,5%                                              | Ron Wright (R) |                            |                           |
| Texas                | 7         | John Culberson (R)                 | Lizzie Fletcher - 52,5%                                      | John Culberson - 47,5%                                                           |                                                                            | | Lizzie Fletcher (D)        |                           |
| Texas                | 8         | Kevin Brady (R)                    | Steven David - 24,9%                                         | Kevin Brady - 73,4%                                                              | Chris Duncan (L) - 1,7%                                                    | | Kevin Brady (R)            |                           |
| Texas                | 9         |                                    | Al Green (D)                                                 | Al Green - 89,1%                                                                 | -                                                                          | Phil Kurtz (L) - 3,9% Benjamin Hernandez (I) - 3,8% Kesha Rogers (I) -3,3%                                                |                            | Al Green (D)              |
| Texas                | 10        |                                    | Michael McCaul (R)                                           | Mike Siegel - 46,8%                                                              | Michael McCaul - 51,1%                                                     | Mike Ryan (L) - 2,1% |                            | Michael McCaul (R)        |
| Texas                | 11        | Mike Conaway (R)                   | Jennie Lou Leeder - 18,4%                                    | Mike Conaway - 80,1%                                                             | Rhett Rosenquest Smith (L) - 1,5%                                          | Mike Conaway (R) |                            |                           |
| Texas                | 12        | Kay Granger (R)                    | Vanessa Adia - 33,9%                                         | Kay Granger - 64,3%                                                              | Jacob Leddy (L) - 1,8%                                                     | Kay Granger (R) |                            |                           |
| Texas                | 13        | Mac Thornberry (R)                 | Greg Sagan - 16,9%                                           | Mac Thornberry - 81,5%                                                           | Calvin DeWeese (L) - 1,6%                                                  | Mac Thornberry (R) |                            |                           |
| Texas                | 14        | Randy Weber (R)                    | Adrienne Bell - 39,3%                                        | Randy Weber - 59,2%                                                              | Don Conley (L) - 1,4%                                                      | Randy Weber (R) |                            |                           |
| Texas                | 15        |                                    | Vicente González (D)                                         | Vicente Gonzalez - 59,7%                                                         | Tim Westley - 38,8%                                                        | Anthony Cristo (L) - 1,5%                                                                                                 |                            | Vicente González (D)      |
| Texas                | 16        | Beto O'Rourke (D)                  | Veronica Escobar - 68,5%                                     | Rick Seeberger - 27,0%                                                           | Ben Mendoza (I) - 1,6%                                                     | Veronica Escobar (D) |                            |                           |
| Texas                | 17        |                                    | Bill Flores (R)                                              | Rick Kennedy - 41,3%                                                             | Bill Flores - 56,8%                                                        | Peter Churchman (L) - 1,9%                                                                                                |                            | Bill Flores (R)           |
| Texas                | 18        |                                    | Sheila Jackson Lee (D)                                       | Sheila Jackson Lee - 75,2%                                                       | Ava Pate - 20,8%                                                           | Luke Spencer (L) - 2,2%                                                                                                   |                            | Sheila Jackson Lee (D)    |
| Texas                | 19        |                                    | Jodey Arrington (R)                                          | Miguel Levario - 24,8%                                                           | Jodey Arrington - 75,2%                                                    | |                            | Jodey Arrington (R)       |
| Texas                | 20        |                                    | Joaquín Castro (D)                                           | Joaquín Castro - 80,9%                                                           | -                                                                          | Jeffrey C. Blunt (L) - 19,1%                                                                                              |                            | Joaquín Castro (D)        |
| Texas                | 21        |                                    | Lamar Smith (R)                                              | Joseph Kopser - 47,6%                                                            | Chip Roy - 50,2%                                                           | Lee Santos (L) - 2,1% |                            | Chip Roy (R)              |
| Texas                | 22        | Pete Olson (R)                     | Sri Preston Kulkarni - 46,5%                                 | Pete Olson - 51,4%                                                               | John McElligott (L) - 1,1% Kellen Sweny (I) - 1,1%                         | Pete Olson (R) |                            |                           |
| Texas                | 23        | Will Hurd (R)                      | Gina Ortiz Jones - 48,7%                                     | Will Hurd - 49,2%                                                                | Ruben Corvalan (L) - 2,1%                                                  | Will Hurd (R) |                            |                           |
| Texas                | 24        | Kenny Marchant (R)                 | Jan McDowell - 47,5%                                         | Kenny Marchant - 50,6%                                                           | Mike Kolls (L) - 1,8%                                                      | Kenny Marchant (R) |                            |                           |
| Texas                | 25        | Roger Williams (R)                 | Julie Oliver - 44,8%                                         | Roger Williams - 53,5%                                                           | Desarae Lindsey (L) - 1,7%                                                 | Roger Williams (R) |                            |                           |
| Texas                | 26        | Michael Burgess (R)                | Linsey Fagan - 39,0%                                         | Michael Burgess - 59,4%                                                          | Mark Boler (L) - 1,6%                                                      | Michael Burgess (R) |                            |                           |
| Texas                | 27        | Michael Cloud (R)                  | Eric Holguin - 36,6%                                         | Michael Cloud - 60,3%                                                            | James Duerr (I) - 2,1% Daniel Tinus (L) - 1,0%                             | Michael Cloud (R) |                            |                           |
| Texas                | 28        |                                    | Henry Cuellar (D)                                            | Henry Cuellar - 84,4%                                                            | -                                                                          | Arthur Thomas (L) - 15,6%                                                                                                 |                            | Henry Cuellar (D)         |
| Texas                | 29        | Gene Green (D)                     | Sylvia Garcia - 75,1%                                        | Phillip Aronoff - 23,9%                                                          | Cullen Burns (L) - 1,0%                                                    | Sylvia Garcia (D) |                            |                           |
| Texas                | 30        | Eddie Bernice Johnson (D)          | Eddie Bernice Johnson - 91,1%                                | -                                                                                | Shawn Jones (L) - 8,9%                                                     | Eddie Bernice Johnson (D)                                                                                                 |                            |                           |
| Texas                | 31        |                                    | John Carter (R)                                              | Mary Hegar - 47,6%                                                               | John Carter - 50,6%                                                        | Jason Hope (L) - 1,7% |                            | John Carter (R)           |
| Texas                | 32        | Pete Sessions (R)                  | Colin Allred - 52,3%                                         | Pete Sessions - 45,8%                                                            | Melina Baker (L) - 2,0%                                                    | | Colin Allred (D)           |                           |
| Texas                | 33        |                                    | Marc Veasey (D)                                              | Marc Veasey - 76,2%                                                              | Willie Billups - 21,9%                                                     | Jason Reeves (L) - 1,9%                                                                                                   | Marc Veasey (D)            |                           |
| Texas                | 34        | Filemon Vela (D)                   | Filemon Vela - 60,0%                                         | Rey Gonzalez - 40,0%                                                             |                                                                            | Filemon Vela (D) |                            |                           |
| Texas                | 35        | Lloyd Doggett (D)                  | Lloyd Doggett - 71,3%                                        | David Smalling - 26,0%                                                           | Clark Patterson (L) - 2,7%                                                 | Lloyd Doggett (D) |                            |                           |
| Texas                | 36        |                                    | Brian Babin (R)                                              | Dayna Steele - 27,4%                                                             | Brian Babin - 72,6%                                                        | |                            | Brian Babin (R)           |
| Utah                 | 1         | Rob Bishop (R)                     | Lee Castillo - 24,9%                                         | Rob Bishop - 61,6%                                                               | Eric Eliason 11,6% Adam Davis (V) - 1,9%                                   | Rob Bishop (R) |                            |                           |
| Utah                 | 2         | Chris Stewart (R)                  | Shireen Ghorbani - 38,9%                                     | Chris Stewart - 56,1%                                                            | Jeffrey Whipple (L) - 4,0%                                                 | Chris Stewart (R) |                            |                           |
| Utah                 | 3         | John Curtis (R)                    | James Singer - 27,3%                                         | John Curtis - 67,5%                                                              | Gregory Duerden (I) - 2,6% Timothy Zeidner - 2,6%                          | John Curtis (R) |                            |                           |
| Utah                 | 4         | Mia Love (R)                       | Ben McAdams - 50,1%                                          | Mia Love - 49,9%                                                                 |                                                                            | | Ben McAdams (D)            |                           |
| Vermont              | Unico     |                                    | Peter Welch (D)                                              | Peter Welch - 69,2%                                                              | Brooke Paige - 26,0%                                                       | Cris Ericson (I) - 3,3%% Laura Potter - 1,4%                                                                              | Peter Welch (D)            |                           |
| Virginia             | 1         |                                    | Rob Wittman (R)                                              | Vangie Williams - 44,8%                                                          | Rob Wittman - 55,2%                                                        | |                            | Rob Wittman (R)           |
| Virginia             | 2         | Scott Taylor (R)                   | Elaine Luria - 51,1%                                         | Scott Taylor - 48,9%                                                             |                                                                            | | Elaine Luria (D)           |                           |
| Virginia             | 3         |                                    | Bobby Scott (D)                                              | Bobby Scott                                                                      | -                                                                          | | Bobby Scott (D)            |                           |
| Virginia             | 4         | Donald McEachin (D)                | Donald McEachin - 62,6%                                      | Ryan McAdams - 36,0%                                                             | Pete Wells (L) - 1,4%                                                      | Donald McEachin (D) |                            |                           |
| Virginia             | 5         |                                    | Tom Garrett (R)                                              | Leslie Cockburn - 46,7%                                                          | Denver Riggleman - 53,3%                                                   | |                            | Denver Riggleman (R)      |
| Virginia             | 6         | Bob Goodlatte (R)                  | Jennifer Lewis - 40,2%                                       | Ben Cline - 59,8%                                                                |                                                                            | Ben Cline (R) |                            |                           |
| Virginia             | 7         | Dave Brat (R)                      | Abigail Spanberger - 50,4%                                   | Dave Brat - 48,4%                                                                | Joe Walton (L) - 1,2%                                                      | | Abigail Spanberger (D)     |                           |
| Virginia             | 8         |                                    | Don Beyer (D)                                                | Don Beyer - 76,3%                                                                | Thomas Oh - 23,7%                                                          | | Don Beyer (D)              |                           |
| Virginia             | 9         |                                    | Morgan Griffith (R)                                          | Anthony Flaccavento - 34,8%                                                      | Morgan Griffith - 65,2%                                                    | |                            | Morgan Griffith (R)       |
| Virginia             | 10        | Barbara Comstock (R)               | Jennifer Wexton - 56,2%                                      | Barbara Comstock - 43,8%                                                         |                                                                            | | Jennifer Wexton (D)        |                           |
| Virginia             | 11        |                                    | Gerry Connolly (D)                                           | Gerry Connolly - 71,2%                                                           | Jeff Dove - 27,0%                                                          | Stevan Porter (L) - 1,8%                                                                                                  | Gerry Connolly (D)         |                           |
| Virginia Occidentale | 1         |                                    | David McKinley (R)                                           | Kendra Fershee - 35,4%                                                           | David McKinley - 64,6%                                                     | |                            | David McKinley (R)        |
| Virginia Occidentale | 2         | Alex Mooney (R)                    | Talley Sergent - 43,0%                                       | Alex Mooney - 54,0%                                                              | Daniel Lutz - 3,1%                                                         | Alex Mooney (R) |                            |                           |
| Virginia Occidentale | 3         | Evan Jenkins (R)                   | Richard Ojeda - 43,6%                                        | Carol Miller - 56,4%                                                             |                                                                            | Carol Miller (R) |                            |                           |
| Washington           | 1         |                                    | Suzan DelBene (D)                                            | Suzan DelBene - 59,3%                                                            | Jeffrey Beeler - 40,7%                                                     | |                            | Suzan DelBene (D)         |
| Washington           | 2         | Rick Larsen (D)                    | Rick Larsen - 71,3%                                          | -                                                                                | Brian Luke (L) - 28,7%                                                     | Rick Larsen (D) |                            |                           |
| Washington           | 3         |                                    | Jaime Herrera Beutler (R)                                    | Carolyn Long - 47,3%                                                             | Jaime Herrera Beutler - 52,7%                                              | |                            | Jaime Herrera Beutler (R) |
| Washington           | 4         | Dan Newhouse (R)                   | Christine Brown - 37,2%                                      | Dan Newhouse - 62,8%                                                             |                                                                            | Dan Newhouse (R) |                            |                           |
| Washington           | 5         | Cathy McMorris Rodgers (R)         | Lisa Brown - 45,2%                                           | Cathy McMorris Rodgers - 54,8%                                                   |                                                                            | Cathy McMorris Rodgers (R)                                                                                                |                            |                           |
| Washington           | 6         |                                    | Derek Kilmer (D)                                             | Derek Kilmer - 63,9%                                                             | Douglas Dightman - 36,1%                                                   | |                            | Derek Kilmer (D)          |
| Washington           | 7         | Pramila Jayapal (D)                | Pramila Jayapal - 83,6%                                      | Craig Keller - 16,4%                                                             |                                                                            | Pramila Jayapal (D) |                            |                           |
| Washington           | 8         |                                    | Dave Reichert (R)                                            | Kim Schrier - 52,4%                                                              | Dino Rossi - 47,6%                                                         | | Kim Schrier (D)            |                           |
| Washington           | 9         |                                    | Adam Smith (D)                                               | Adam Smith - 67,9% Sarah Smith - 32,1%                                           | -                                                                          | | Adam Smith (D)             |                           |
| Washington           | 10        | Denny Heck (D)                     | Denny Heck - 61,5%                                           | Joseph Brumbles - 38,5%                                                          |                                                                            | Denny Heck (D) |                            |                           |
| Wisconsin            | 1         |                                    | Paul Ryan (R)                                                | Randy Bryce - 42,3%                                                              | Bryan Steil - 54,6%                                                        | Ken Yorgan (I) - 3,1% |                            | Bryan Steil (R)           |
| Wisconsin            | 2         |                                    | Mark Pocan (D)                                               | Mark Pocan                                                                       | -                                                                          | |                            | Mark Pocan (D)            |
| Wisconsin            | 3         | Ron Kind (D)                       | Ron Kind - 59,7%                                             | Steve Toft - 40,3%                                                               |                                                                            | Ron Kind (D) |                            |                           |
| Wisconsin            | 4         | Gwen Moore (D)                     | Gwen Moore - 75,7%                                           | Tim Rogers - 21,7%                                                               | Robert Raymond (I) - 2,6%                                                  | Gwen Moore (D) |                            |                           |
| Wisconsin            | 5         |                                    | Jim Sensenbrenner (R)                                        | Tom Palzewicz - 38,0%                                                            | Jim Sensenbrenner - 62,0%                                                  | |                            | Jim Sensenbrenner (R)     |
| Wisconsin            | 6         | Glenn Grothman (R)                 | Dan Kohl - 44,5%                                             | Glenn Grothman - 55,5%                                                           |                                                                            | Glenn Grothman (R) |                            |                           |
| Wisconsin            | 7         | Sean Duffy (R)                     | Margaret Engebretson - 38,4%                                 | Sean Duffy - 59,9%                                                               | Ken Driessen (I) - 1,7%                                                    | Sean Duffy (R) |                            |                           |
| Wisconsin            | 8         | Mike Gallagher (R)                 | Beau Liegeois - 36,3%                                        | Mike Gallagher - 63,7%                                                           |                                                                            | Mike Gallagher (R) |                            |                           |
| Wyoming              | Unico     | Liz Cheney (R)                     | Greg Hunter - 29,8%                                          | Liz Cheney - 63,7%                                                               | Richard Brubaker (L) - 3,5% Daniel Cummings (C) - 3,0%                     | Liz Cheney (R) |                            |                           |